# Илиада
«Илиа́да» (др.-греч. Ἰλιάς) — древнейший из сохранившихся памятников древнегреческой литературы, эпическая поэма, приписываемая Гомеру, посвящённая событиям Троянской войны. В её основу, судя по всему, легли фольклорные сказания о подвигах древних героев. Считается первой трагедией.

## Исторический контекст

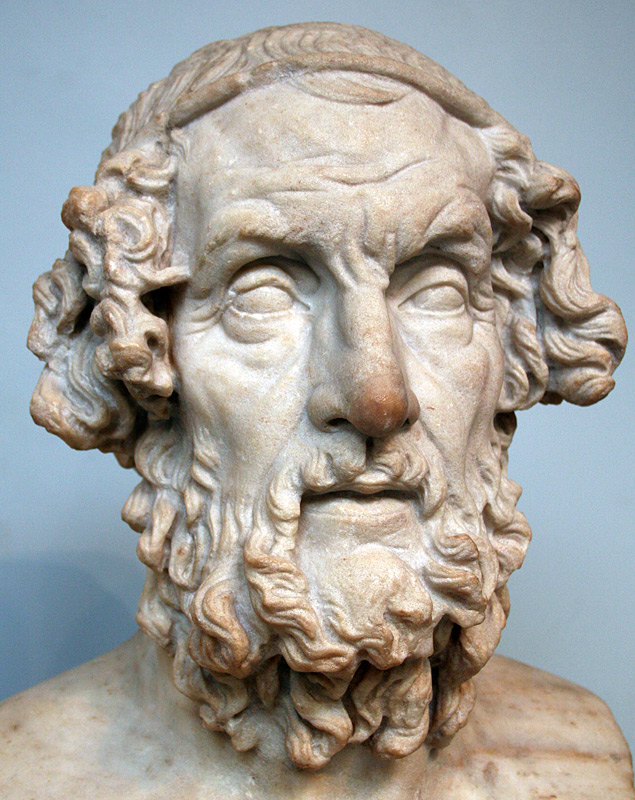
Гомер

Существует целый цикл сказаний о Троянской войне. Все их обычно объединяют под общим названием «Троянский цикл», или «Эпический цикл». Часть из них дошла до нас во фрагментах, как «Киприи», остальные только в синопсисах, пересказах более поздних авторов, и лишь наиболее ранние гомеровские «Илиада» и «Одиссея» сохранились целиком.
Считается, что «Илиада» возникла в IX—VIII вв до н. э. в греческих ионийских городах Малой Азии на основе преданий крито-микенской эпохи. Она написана гекзаметром (около 15 700 стихов), в IV—III вв до н. э. поделена александрийским филологом Зенодотом Эфесским на 24 песни (первоначально назывались книгами) — по числу букв греческого алфавита.
Название «Илиада» происходит от Илиона (он же Троя) — столицы Троянского царства, осаде которой посвящена поэма. Разрушение реального города Трои относится исследователями к событиям так называемой катастрофы бронзового века (XII в до н. э.). Несмотря на историческую дистанцию, в эпосе отражается предшествовавшее ей высокое значение Микен для греческой цивилизации — царь этого города Агамемнон является первым среди прочих, несмотря на утрату городом своего значения в современной поэме реальности (тоже в результате катастрофы бронзового века). Однако характер взаимоотношений между персонажами — разобщённость и независимость греческих царей друг от друга, отсутствие строгой иерархии, обсуждение политических вопросов на совете старейшин или народном собрании — кардинально отличается от исторических реалий Микенской Греции, и по мнению историков соответствует более позднему общественному устройству Гомеровской Греции.

## Содержание
Действие «Илиады» относится к последним месяцам десятилетней осады Трои ахейцами, описываемый эпизод охватывает промежуток времени в 50 дней. Здесь приведён краткий пересказ сюжета поэмы (ниже — более подробный, по главам).
Агамемнон, предводитель всех ахейцев, присваивает себе пленницу Ахилла Брисеиду. Оскорблённый Ахилл в ответ отказывается участвовать в сражениях, пока ахейцы не будут наказаны за нанесённую ему обиду. Он остаётся непреклонным, даже когда вынужденные отступить перед троянцами цари ахейцев предлагают вернуть ему пленницу с богатыми дарами. Но друг Ахилла, Патрокл, не выдерживает и, видя бедственное положение войск, убеждает Ахилла позволить ему вступить в сражение вместо него. Но в битве Патрокл погибает от рук троянского полководца Гектора, сына старого царя Трои Приама. Это ввергает Ахилла в глубокую скорбь, и он, стремясь отомстить за смерть друга, возвращается к сражениям, убивает Гектора в поединке под стенами Трои и забирает его тело, чтобы выместить на нём свою боль. Однако царь Приам безоружным приходит к Ахиллу, умоляя того сжалиться над стариком и отдать тело за выкуп. Ахейский герой в порыве сострадания соглашается и обещает перемирие на время похорон Гектора.
Текст Илиады был разделён на 24 песни, чьё содержание приведено ниже.
Песнь первая. Язва. Гнев.

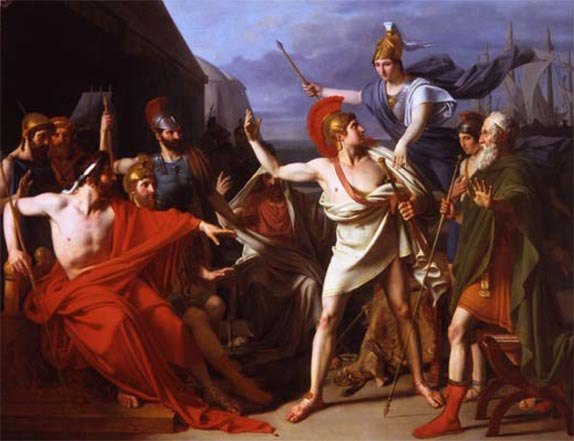
Мишель Мартен Дроллинг. «Гнев Ахилла», 1810 г.

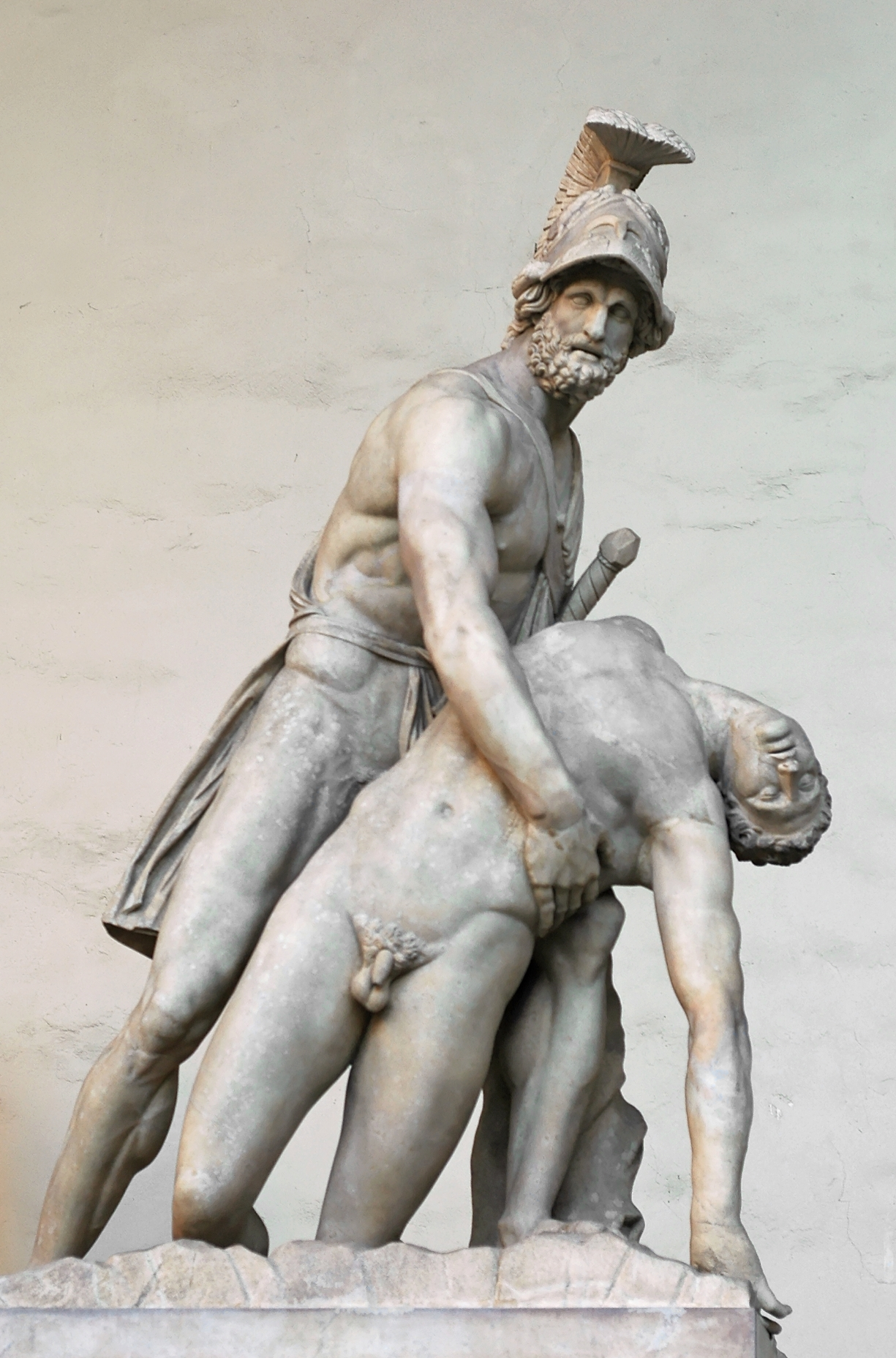
Менелай с телом Патрокла

Действие начинается непосредственно с причин конфликта в стане осаждающих Трою ахейцев (называемых также данайцами). К предводителю ахейского воинства царю Агамемнону с желанием выкупить свою пленённую дочь обращается Хрис, жрец бога — стреловержца Аполлона. Несмотря на предложенный им богатый выкуп и благосклонность к просьбе остальных ахейцев, царь грубо отказывает, оскорбляя просителя. Вынужденный уйти ни с чем, Хрис молит Аполлона об отмщении, и олимпийский бог насылает на вражеское войско с помощью своих стрел тяжёлую болезнь, вызвавшую много смертей. Ахилл собирает по этому поводу собрание, на котором прорицатель Калхас открывает причину мора и единственный способ его прекратить — умилостивить Аполлона, вернув Хрисеиду отцу вместе с богатыми жертвами богу. Царь Агамемнон вынужден уступить, но разгневанный и раздосадованный, решает в отместку забрать себе пленницу Ахилла Брисеиду. Оскорблённый этим Ахилл отказывается принимать дальнейшее участие в войне. Когда вслед затем его навещает мать — морская нимфа Фетида, он просит её умолить царя олимпийских богов Зевса не давать ахейцам военных удач против троян, пока Ахилл не вернётся в строй.
Песнь вторая. Сон. Беотия, или перечень кораблей.

Карта Греции с указанием всех предводителей Троянской войны

Выслушав на Олимпе Фетиду и согласившись отомстить за Ахилла, Зевс посылает царю Агамемнону ложное сновидение, якобы предвещающее немедленную победу над Троей. Воодушевлённый этим царь решает испытать ахейцев и на собрании сообщает противоположное, будто бог велит им прекратить войну, и всем им надлежит с позором вернуться домой. Однако, уставшие после девяти лет непрерывных битв, все принимают это за чистую монету и немедленно хотят отплыть. Только царь Итаки Одиссей, пристыженный богиней мудрости Афиной Палладой, догадывается о подвохе и умудряется успокоить народ. Недовольный ситуацией, Терсит ругает Агамемнона, но Одиссей и его заставляет замолчать. Вожди окончательно собираются готовиться к решающей битве.
Описывая эти приготовления, Гомер приводит знаменитый список кораблей, в котором перечисляются все народы и вожди, воевавшие под началом Агамемнона. Всего к стенам Трои были приведены 1186 кораблей, снаряжённые 46 вождями, возглавлявшими 29 упомянутых в тексте отрядов, а само войско насчитывало свыше 130 тысяч воинов из 164 областей Эллады:
- Аргос (под предводительством Диомеда),
- Аркадия (под предводительством Агапенора),
- Афины и Локрида (под предводительством Аякса Великого),
- Итака и Эпир (под предводительством Одиссея),
- Крит (под предводительством Идоменея),
- Лакедемон (под предводительством Менелая, брата Агамемнона),
- Микены, Родос (под предводительством Тлеполема),
- Фессалия (под предводительством Ахилла),
- Фокида, Эвбея, Элида, Этолия и пр.

Также перечисляются троянцы и союзные им племена с вождями:
- троянцы (сами жители города) под предводительством Гектора
- дарданы под предводительством Энея
- трояне, жившие у подножия Иды, под предводительством Пандара
- жители северной Троады под предводительством Адраста и Амфия
- племена побережья Геллеспонта под предводительством Азия
- гализоны под предводительством Годия и Эпистрофа
- карийцы под предводительством Настеса
- киконы под предводительством Эвфема
- ликийцы под предводительством Сарпедона и Главка
- меоны под предводительством Антифа и Месфла
- мизы под предводительством Хромия и Энномоса
- пафлагонцы под предводительством Пилемена),
- пеласги под предводительством Гипофооя
- пеоны под предводительством Пирехма
- фракийцы под предводительством Акамаса и Пироса
- фригийцы под предводительством Форкиса и Аскания.

Песнь третья. Клятвы. Смотр со стены. Единоборство Александра и Менелая.

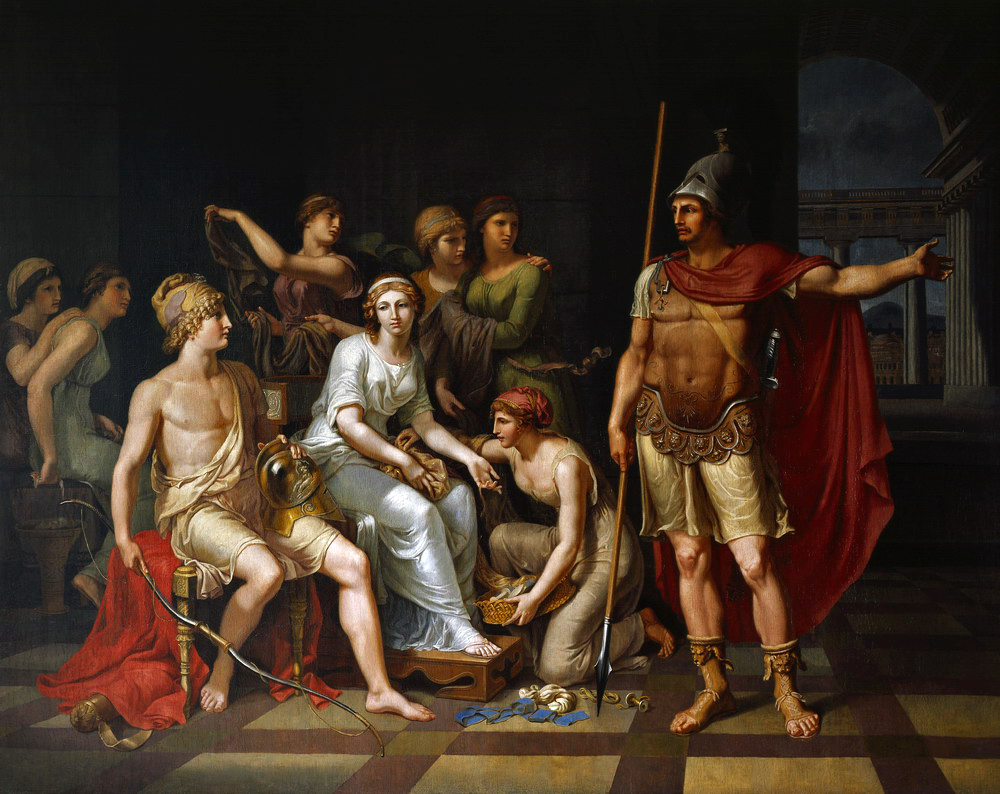
Иоганн Генрих Тишбейн. «Гектор, зовущий на битву Париса», 1786 г.

Когда оба войска сошлись к бою, троянский царевич Парис, похитивший Елену Спартанскую, жену Менелая, чем послужил началу войны, вызывает кого-либо из греков, желающего сразиться с ним. На вызов выходит сам Менелай. Хотя Парис и попытался избежать встречи с ним, понукаемый братом Гектором, он соглашается на поединок, который должен окончательно рассудить противников: тот из них двоих, кто победит, заберёт себе Елену и похищенные с ней сокровища, а народы продолжат жить в мире. Для закрепления этого договора жертвами и клятвами из Трои на поле битвы выезжает и Приам, царь Трои, однако слишком старый, чтобы самому вести войско и потому предоставивший это своим сыновьям. После принесения взаимных клятв он возвращается в город. Когда начинается поединок, Менелай собирается расквитаться с оскорбившим его Парисом, но ему это не удаётся: после того, как Парис несколько раз умудряется избежать смертельных ударов, богиня любви Афродита, покровительствующая царевичу, волшебным образом переносит его в его собственные покои в Илионе. Агамемнон провозглашает победу своего брата.
Песнь четвёртая. Нарушение клятв. Обход войск Агамемноном.
Девятилетняя война грозит завершиться миром, вопреки судьбе и помыслам богов. Однако, наученная Зевсом, вмешивается Афина, соблазняя воина Трои Пандара нарушить перемирие и убить Менелая выстрелом из лука. Однако стрела наносит тому лишь незначительную рану, и Махаон — врач ахейского войска, призванный на помощь, быстро обрабатывает её. Тем временем троянцы снова вооружаются, и Агамемнон вынужден обходить войска, поднимая их на битву. В результате завязывается первое открытое сражение.
Песнь пятая. Подвиги Диомеда.
В ходе горячей схватки ахейский царь — полководец из Аргоса Диомед получает ранение в плечо от стрелы Пандара, и призывает Афину. Та является ему, придаёт новые силы и способность различать присутствие богов. Диомед должен избегать стычек с ними, за исключением Афродиты, на которую Афина завещает ему напасть. Диомед снова бросается в бой. Его замечает Эней, сын богини любви и троянца Анхиса, и вместе с Пандаром решает напасть на него. Пандар первый вступает в бой с Диомедом, однако погибает от его руки. Эней защищает тело друга, но Диомед серьёзно ранит и его. На помощь сыну приходит Афродита, чтобы вынести его из битвы, но Диомед начинает её преследовать. Догнав её, он умудряется ранить богиню любви в запястье и вынуждает выпустить Энея, но того принимает под свою защиту Аполлон и переносит для исцеления в свой храм. Афродита возвращается на Олимп, воспользовавшись колесницей бога войны Ареса, который по призыву Аполлона вступает в бой (хотя прежде он и Афина собирались воздержаться от сражения) и сопровождает Гектора. Однако Гера замечает угрозу и вместе с Афиной устремляется на помощь ахейцам. Гера в образе Стентора ободряет их, а Афина убеждает Диомеда напасть на Ареса и помогает ему ранить бога войны копьём, после чего тот возвращается на Олимп и жалуется на свою рану Зевсу.
Песнь шестая. Свидание Гектора с Андромахой.

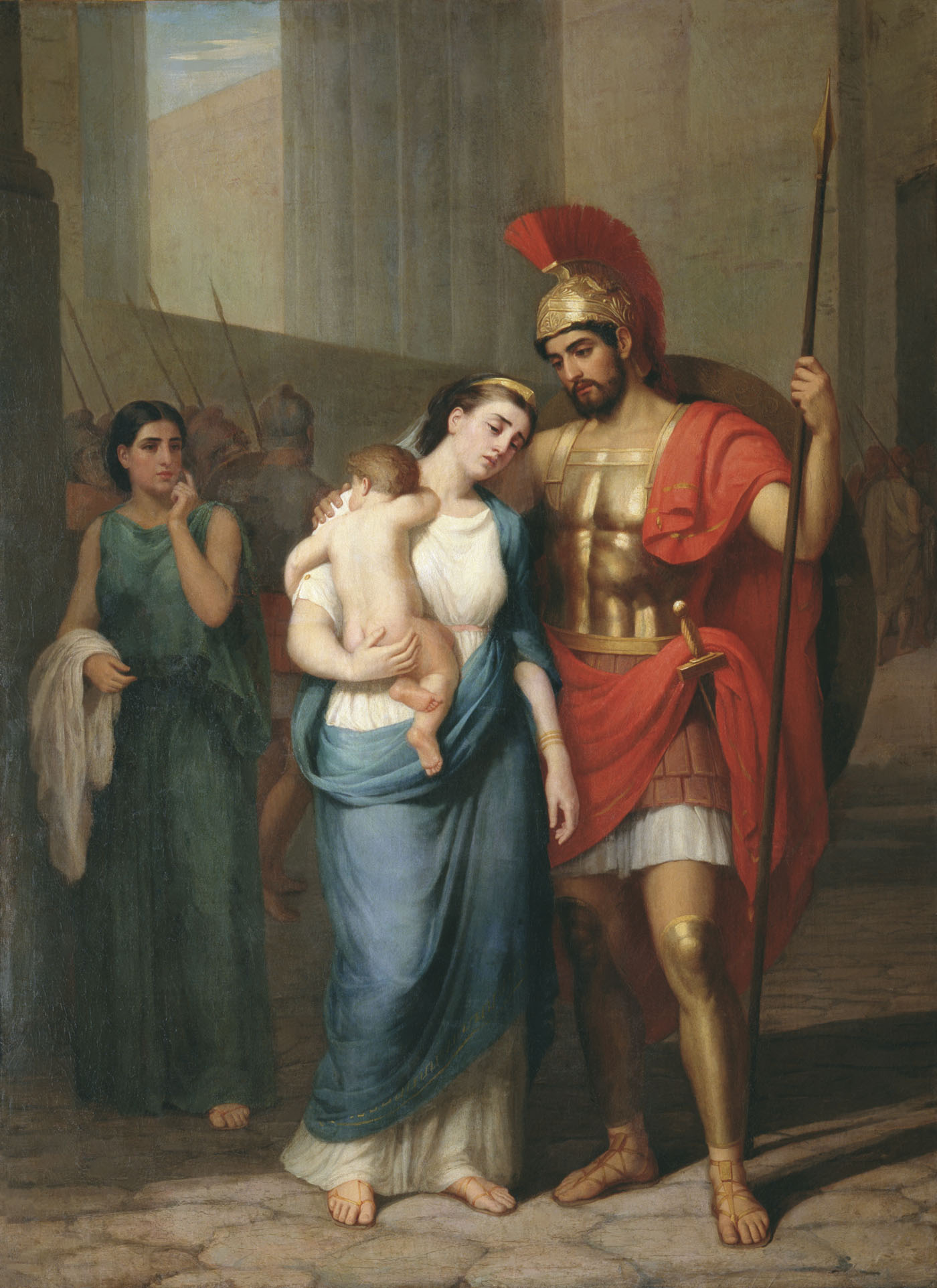
Постников С. П. «Прощание Гектора с Андромахой», 1863 г.

Ахейские герои продолжают теснить троянцев. Прорицатель Гелен советует своему брату Гектору помешать бегству воинов в город и ободрить сражающихся, а затем отправиться в Трою и распорядиться о богатых дарах святилищу Афины, дабы богиня смягчилась. Гектор принимает совет и точно следует ему. Пока он отсутствует, в поединке сходятся Диомед и Главк, однако, рассказав каждый свою родословную, они обнаруживают, что связаны узами взаимного гостеприимства, и договариваются избегать друг друга в сече. Гектор в Трое встречает свою мать Гекубу, передаёт ей заботы о приношении в храм Афины и направляется к Парису, который после поражения в поединке с Менелаем исчез из сражения. Парис соглашается с укорами брата и своей жены Елены и вооружается. Гектор, воспользовавшись свободной минутой, видится у городских ворот со своей женой Андромахой и младенцем сыном. Андромаха предчувствует скорую гибель мужа и просит его остаться в городе, Гектор же отказывается из-за своего долга, однако выражает скорбь, говоря, что неизбежная гибель Трои меньше тяготит его, нежели судьба самой Андромахи. Супруги расстаются, и Гектор с Парисом возвращаются к войску.
Песнь седьмая. Единоборство Гектора и Аякса.
Гектор и Парис возвращаются на поле боя и вступают в битву. Афина, обеспокоенная этим, возвращается с Олимпа, но встречает Аполлона, который предлагает ей до следующего дня прекратить бойню, побудив Гектора сразиться с сильнейшим из ахейцев один на один. Это решение удовлетворяет всех, войска останавливаются, Гектор, наученный прорицателем Геленом, угадавшим волю богов, вызывает себе поединщика. Менелай хочет принять вызов, упрекая своих товарищей в нерешительности, но Агамемнон его отговаривает. Пилосский престарелый и мудрый царь Нестор также стыдит своих молодых соратников. В итоге среди нескольких вызвавшихся героев он бросает жребий, и вызов достаётся кузену Ахилла Аяксу Теламониду (Великому). Герои сходятся в поединке: обмениваются ударами копий, камней, Гектор получает несколько незначительных ран, однако его поддерживает Аполлон. Когда герои собираются перейти к рукопашному сражению на мечах, их прерывают, рассудив, что силы равны, а день уже клонится к закату. Противники соглашаются разойтись на этот раз мирно и обмениваются дарами в знак этого. После возвращения Ахейцев в лагерь на совете Нестор предлагает соорудить стену, окружённую глубоким рвом, для защиты кораблей ахеян на случай нападения врагов. На совете троянских вождей Антенор предлагает всё-таки вернуть Елену, как было оговорено в третьей песне, но Парис отказывается, однако предлагая вернуть все похищенные сокровища и даже присовокупить к ним свои. На следующий день троянский вестник посещает ахейцев, но те, гордые и оскорблённые, соглашаются лишь на краткий перерыв для проведения погребальных обрядов для погибших обеих сторон. Воспользовавшись этим, они приступают и к постройке крепости.
Песнь восьмая. Собрание богов. Прерванная битва.
Зевс собирает всех богов на Олимпе и запрещает им до времени участвовать в противоборстве ахейцев и троянцев, пригрозив низвергнуть ослушника в Тартар, а сам отправляется на гору Иду неподалёку от Трои, откуда наблюдает за разгорающейся снова битвой. Бог грома и молний взвешивает на весах жребий троянцев и ахейцев, и последние оказываются в проигрыше. Зевс расстраивает их ряды и обращает в бегство. Нестор и Диомед на колеснице, запряжённой отбитыми у Энея конями Троса, пытаются всё же атаковать Гектора, но и они отступают перед божественным знамением. Гектор с троянцами преследуют их, вознамерившись преодолеть ров, взять построенную ахейцами стену и сжечь их корабли. Агамемнон упрекает устрашённых ахейцев и просит Зевса о знаке, если им суждено пережить эту неудачу. Тот посылает своего орла, и ахейцы принимают бой перед своим рвом. Тевкр, прикрываемый щитом Аякса Теламонида, пытается из лука попасть в Гектора, но тот ранит его в плечо, метнув камень. Ахейцы вынуждены отступить за стены. Гера, желающая гибели Трои, предлагает сначала Посейдону, а затем и Афине прийти им на помощь. Афина соглашается, и они уже выезжают из облачных врат Олимпа, но Зевс, увидев их приготовления с горы Иды, посылает богиню радуги Ириду остановить их. Богини покоряются, и Зевс, вернувшись на Олимп, сообщает им, что до тех пор, пока Ахилл не вернётся к сражениям, ахейцы будут терпеть поражения. С наступлением ночи битва прерывается, но Гектор с троянцами решают ночевать в поле, под стенами лагеря ахейцев.
Песнь девятая. Посольство.
На совете старейшин, созванном Агамемноном, удручённым военной неудачей, старый царь Пилоса Нестор предлагает искупить вину перед Ахиллесом. Агамемнон соглашается и обещает вернуть ему Брисеиду и пожаловать другие дары, если герой вернётся к участию в сражениях. С этим предложением к Ахиллесу направляется посольство ахейцев. Однако тот отказывается и даже говорит о своём желании вернуться домой. Ахилла не убеждают ни Одиссей, ни старый воспитатель героя Феникс: Ахилл приглашает последнего отплыть вместе и обещает вступить в битву не раньше, чем Гектор подожжёт корабли и сам дойдёт до лагеря мирмидонцев. Ахейцы вынуждены вернуться ни с чем и самостоятельно готовиться к новым сражениям.
Песнь десятая. Долония.

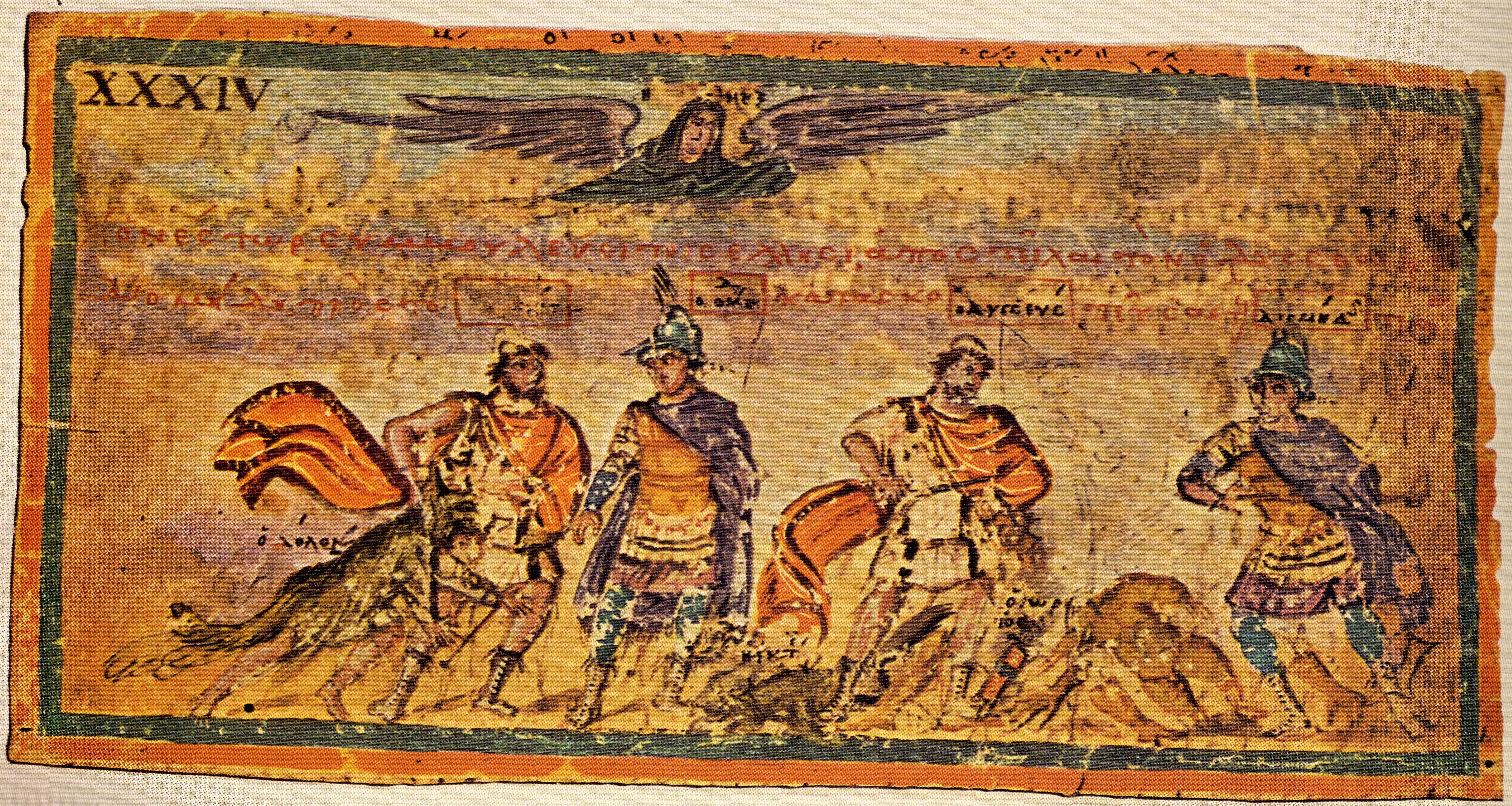
Одиссей и Диомед захватывают троянского лазутчика Долона. Миниатюра Амброзианской рукописи «Илиады» V в. н. э. Амброзианская библиотека, Милан

Лагерь ахейцев спит, но Агамемнон с Менелаем не спокойны. Они поднимают Нестора и некоторых других героев, советуются, и Диомед вызывается идти с Одиссеем на разведку. В то же время, по зову Гектора от троянцев вызывается свой разведчик — Долон, позарившийся на обещанную за это в будущем колесницу Ахилла. Долон попадается на глаза Одиссею, и они с Диомедом берут того засадой и допрашивают. В числе прочего Долон сообщает, что с краю стоят новоприбывшие фракийцы, как и остальные союзники троян, не поставившие стражи, и у их царя Реза чудесные кони. Диомед убивает Долона несмотря на его мольбы, и герои направляются к фракийцам. Там Диомед устраивает резню, а Одиссей похищает коней, после чего они благополучно возвращаются в лагерь ахейцев — тревога поднимается уже после их отступления.
Песнь одиннадцатая. Подвиги Агамемнона.
С утром начинается новая битва между ахейцами и троянцами. Согласно решению Зевса, из богов только богиня раздора Эрида принимает в ней участие. Агамемнону, предводительствующему грекам, на время удалось обратить троянцев в бегство и даже прижать их к городским стенам. Зевс через Ириду предупреждает Гектора не вступать с ним в единоборство, а подбодрить войско и подождать, пока кто-нибудь не ранит Агамемнона. Троянцы снова повернули, и против него выступает Ифидамас, сын Антенора, однако гибнет. Его старший брат Коон ранит Агамемнона исподтишка в руку, пытаясь вынести тело, но тоже погибает. Рана заставляет Агамемнона покинуть сражение, натиск троян растёт, и его пытаются сдерживать Одиссей и Диомед. Гектор, наскочив на них, избегает ранения и смерти только благодаря шлему и случайности. Парис же ранит Диомеда в стопу стрелой из лука, и тот тоже покидает бой. Одиссей остаётся один в окружении врагов и в схватке получает ранение по касательной к грудной клетке. На его зов о помощи приходят Менелай и Аякс Теламонид и позволяют ему покинуть сражение. Парис также ранит Махаона, врача греков, что провоцирует их отступление, и остаётся только Аякс Теламонид, подавленный Зевсом.
Ахиллес замечает Нестора, вывезшего Махаона с поля битвы на своей колеснице, и посылает товарища Патрокла узнать, действительно ли это он. Патрокл навещает Нестора, и тот упрекает Ахилла в праздности и предлагает Патроклу попытаться убедить его или попробовать самому выйти в битву под видом предводителя мирмидонцев, в расчёте, что это введёт троянцев в заблуждение и даст передышку грекам. По дороге обратно в стан Ахилла Патрокл встречает Эврипила (тоже раненого Парисом), расспрашивает его о событиях и помогает залечить рану.
Песнь двенадцатая. Битва за стену.

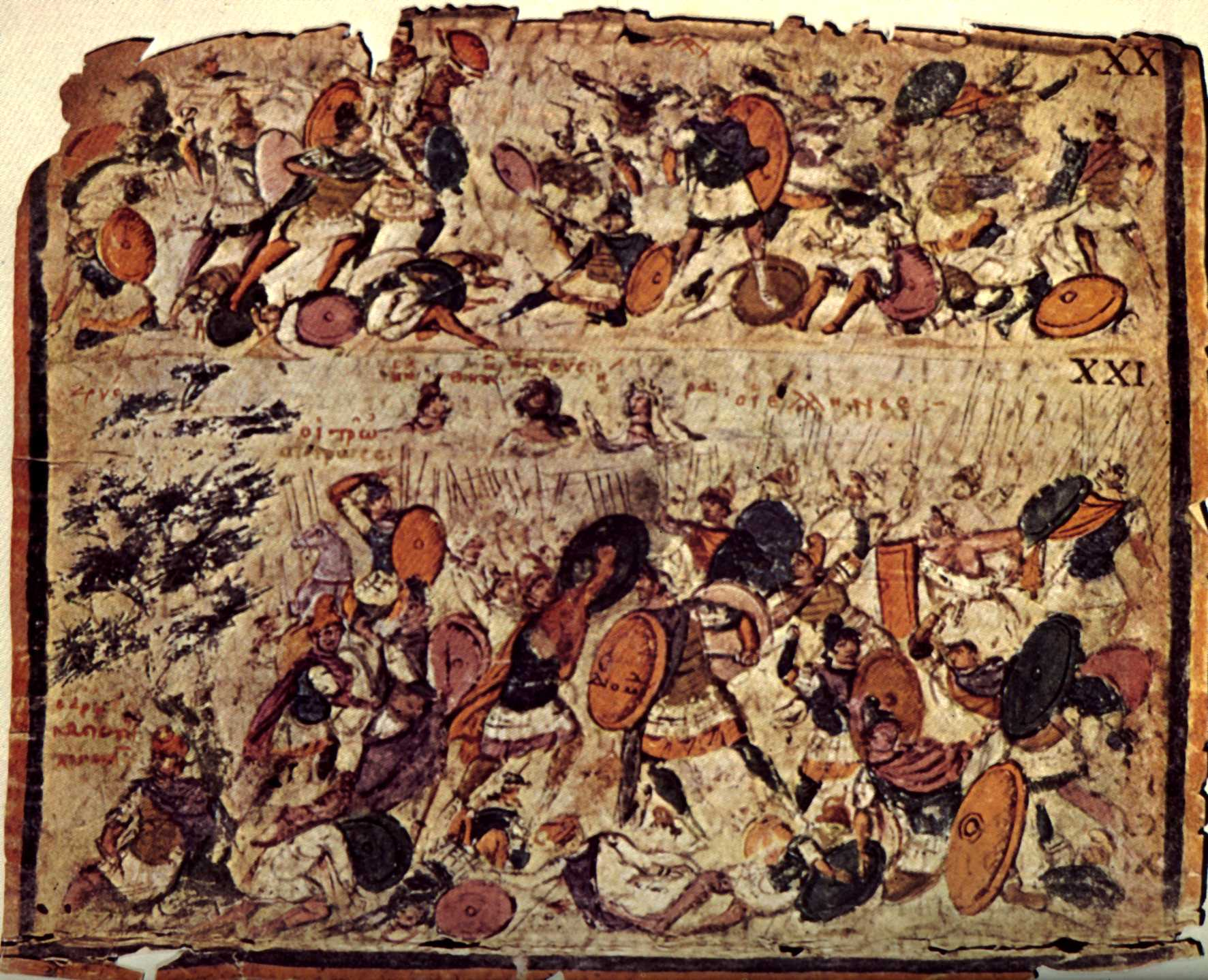
Батальная сцена из Амброзианской рукописи «Илиады» V в. н. э.

Троянцы осаждают укрепления ахейцев: оставив колесницы за рвом, штурмуют его с разных сторон. Азий сталкивается с жестоким сопротивлением лапифов, тогда как Гектору является знамение в виде орла слева, несущего змея, но затем выронившего его. Полидамас трактует это как предостережение, что, взяв ров и стены, троянцы будут вынуждены отступить, но Гектор упорствует и продолжает штурм. Сарпедон с Главком атакуют башню, защищаемую Менесфеем, и тот призывает на помощь Аякса Теламонида и Тевкра. Завязывается жестокая битва и в результате Гектор первый прорывается внутрь стены, пробив ворота огромным камнем.
Песнь тринадцатая. Битва при кораблях.
Зевс, обеспечив удачу троянцам, перестаёт следить за ходом сражения, рассчитывая, что другие боги не ослушаются его приказов. Однако колебатель земли Посейдон пользуется этим моментом, чтобы под видом пророка Калхаса поднять боевой дух ахейцев. Это помогает войску выдержать очередную атаку Гектора и троянцев. Гибель в схватке Амфимаха Ктеатида, внука Посейдона, лишь понуждает морского бога усерднее понукать аргивян: он вооружает и встреченного у шатров царя Крита Идоменея. Тот возвращается к битве, но на одном из флангов, поскольку в центре воюют Аяксы и Гектор. В числе прочих Идоменей убивает Азия, одного из вождей троянцев, и Алкафоя, деверя Энея. Деифоб, бывший тому свидетелем, не в силах выступить против героя в одиночку, призывает последнего на помощь. Над телами кипит жестокая битва между многими героями, тогда как войска обоих Аяксов удерживают Гектора и остальных троянцев, осыпая их стрелами. Полидамас обращает на это внимание Гектора, советуя обдумать тактику ещё раз. Гектор находит Париса, который посвящает брата в детали сражения, после чего они вместе ведут новую атаку на греческие войска.
Песнь четырнадцатая. Обольщение Зевса.

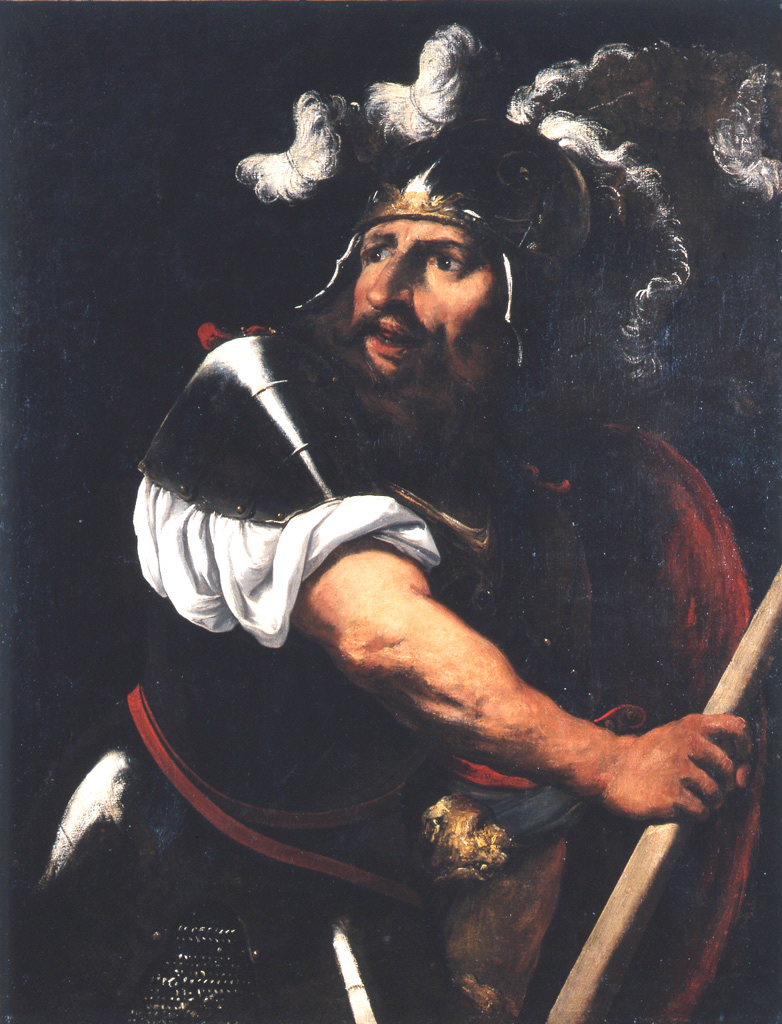
Пьетро делла Веккиа. «Аякс»

Нестор, оставив раненного Махаона и видя критическое положение войск, направляется к Агамемнону и находит его вместе с Диомедом и Одиссеем у судов. Агамемнон в отчаянии предлагает незаметно спустить корабли, чтобы хотя бы самим спастись, но Одиссей упрекает его, а Диомед предлагает, хотя и не вступать в бой будучи ранеными, но своим присутствием ободрить товарищей. Все соглашаются и идут к сражающимся. Посейдон в облике смертного также обращается к царям с ободряющей речью и придаёт ахейцам новые силы. В этот момент его замечает Гера, и решает не дать Зевсу вернуться к битве раньше времени. Гера просит у Афродиты совета якобы для старого и мудрого титана Океана и его жены Тефисы, которым она обязана убежищем на время Титаномахии, как помирить рассорившихся супругов. Афродита принимает это за чистую монету и даёт Гере свой пояс (точнее — ленту, носимую на груди). Гера принимает его, и посещает бога сна Гипноса, убеждая его усыпить Зевса, как только тот возляжет с ней. Гипнос, помня про то, как он, усыпив Зевса, помог Гере устроить морскую бурю на пути героя Геракла, соглашается только после того, как Гера клянётся рекой Стикс, что отдаст ему в жёны самую юную из Харит. Вместе Гера и Гипнос отправляются на Иду, и едва Зевс видит свою жену, пояс Афродиты будит в нём прежнюю страсть. Зевс просит Геру о близости, чтобы она отложила визит к Океану, и окутывает её и себя облаком, чтобы никто не застал их. Гипнос в свою очередь усыпляет потерявшего бдительность после акта близости с Герой Зевса и сообщает Посейдону, что горизонт чист. Посейдон ликует и сам возглавляет греческое войско. Аякс Теламонид поражает Гектора в грудь, метнув камень, но того быстро выносят из боя соратники, и оставляют в безопасности на берегу реки Скамандр. Хотя троянцы после этого яростней атакуют, временно удача склоняется на сторону ахейцев.
Песнь пятнадцатая. Оттеснение от кораблей.
Греки успевают оттеснить троянцев за укрепления, прежде чем Зевс просыпается и, видя переменившееся положение вещей, упрекает Геру в хитрости. Зевс приказывает своей супруге призвать Ириду, чтобы заставить Посейдона покинуть битву, и Аполлона чтобы излечить Гектора. Гера покоряется и в точности выполняет указанное. Бог Посейдон вынужден оставить поле боя, но угрожает вечной враждой своему младшему брату Зевсу в случае, если он будет помогать и дальше троянцам. Исцелённый Гектор с новыми силами и поддерживаемый Аполлоном, несущим устрашающую эгиду Зевса, возвращается к битве. Объятые сверхъестественным страхом, ахейцы отступают, так что схватка уже идёт у самых кораблей. Следивший за битвой Патрокл устремляется обратно к Ахиллу, надеясь всё же его уговорить сражаться. Троянцы во главе с Гектором тщатся поджечь корабли, тогда как Аякс с Тевкром и другие ахейцы — не дать им это сделать. Гектор достигает корабля Протесилая, и теснит Аякса Теламонида, сражающегося на палубе.
Песнь шестнадцатая. Патроклия.
Патрокл просит у своего друга Ахиллеса доспехи и войско, чтобы прийти на помощь ахейцам. Ахиллес соглашается, но даёт Патроклу указание не пытаться атаковать саму Трою и вернуться сразу, как отразит троянцев от кораблей, не преследуя их. Тем временем Гектор мечом обрубает копьё изнемогшего Аякса, и тот вынужден отступить. Троянцы поджигают корабль Ахилла. Видя это, Патрокл и мирмидонцы спешат вооружиться, Ахилл совершает возлияние Зевсу и отправляет их в бой. Приток свежих сил с Патроклом в доспехах своего друга, заставляет троянцев думать, будто на битву вышел сам Ахилл. Патрокл атакует троянцев, мешая покинуть поле боя. Ликийский царь Сарпедон, союзник троянцев и сын Зевса, вызывается сразиться с ним, но в результате сам погибает в поединке. Раненый Главк побуждает ликийцев отомстить, и вокруг тела разгорается сражение. Но вскоре Зевс обращает в бегство войско троянцев, чтобы Патрокл на свою погибель начал их преследовать, а боги тем временем перенесли тело Сарпедона в Ликию. В воодушевлении Патрокл пытается штурмовать стены Трои и отступает, лишь услышав предупреждение Аполлона. Гектор, остановившись в воротах, понукаемый Аполлоном, устремляется против упрямого ахейца, но Патрокл, метнув камень, убивает его возницу Кебриона. После продолжительной схватки, его тело достаётся грекам. Однако, в очередной раз атакуя, Патрокл гибнет: сначала Аполлон, ударив его рукой в спину, лишает его оружия, шлема и контроля действий, чем пользуется Эвфорб, нанеся удар копьём в спину, а затем Гектор наносит ему смертельный удар пикой в пах.
Песнь семнадцатая. Подвиги Менелая.

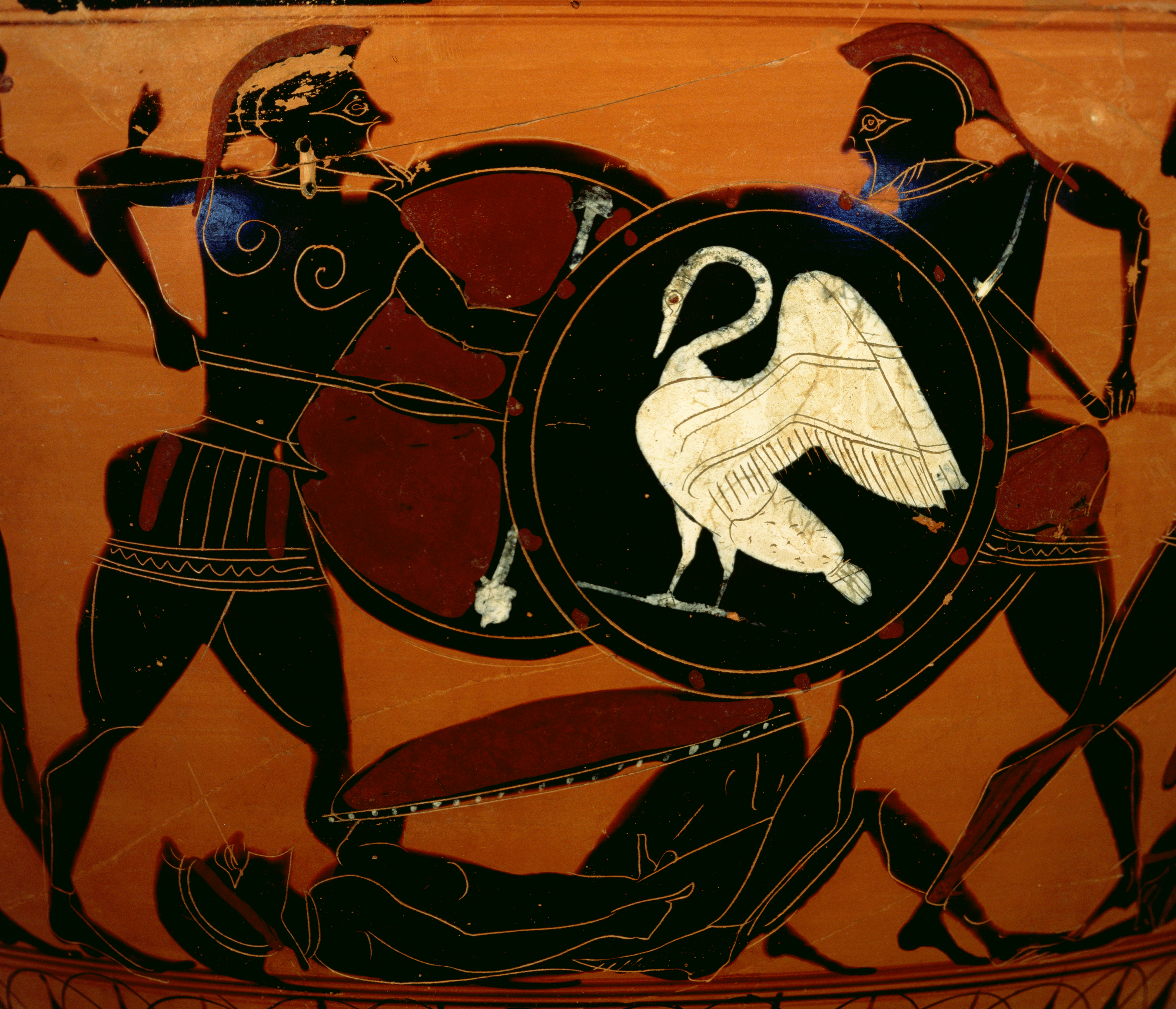
Бой Аякса с Гектором за тело Патрокла. Роспись чернофигурной амфоры, 540 г. до н. э.

Менелай сразу встаёт на защиту тела Патрокла, и убивает Эвфорба, претендующего на добычу, но Гектор с войском заставляет его отступить и сам забирает доспехи Ахиллеса. Чтобы вернуть хотя бы тело Патрокла другу, Менелай призывает на помощь Аякса Теламонида. Главк понукает Гектора к борьбе за тело, и тот соглашается, облачившись в добытые доспехи. В ходе битвы труп Патрокла несколько раз переходит из рук в руки. Бессмертные кони Ахиллеса, оставшись без умелого управления, сначала оплакивают Патрокла, затем, вдохновлённые Зевсом, самостоятельно идут в атаку. Алкимедон видит это и соглашается подменить безоружного и не справляющегося с управлением Автомедона. Гектор и Эней, видя колесницу, хотят захватить и её, но их отражают оба Аякса. Афина и Аполлон побуждают противоборствующие стороны к новым столкновениям. Аякс Теламонид и Менелай, страшась за исход борьбы, решают послать Антилоха сообщить Ахиллу о гибели Патрокла. Однако, без доспехов и оружия Ахилл не сможет прийти к ним на помощь, так что Менелай, Аякс и Молид Мерион сообща выносят тело Патрокла из гущи сражения, пока троянцы не оставляют попытки его отбить.
Песнь восемнадцатая. Изготовление оружия.

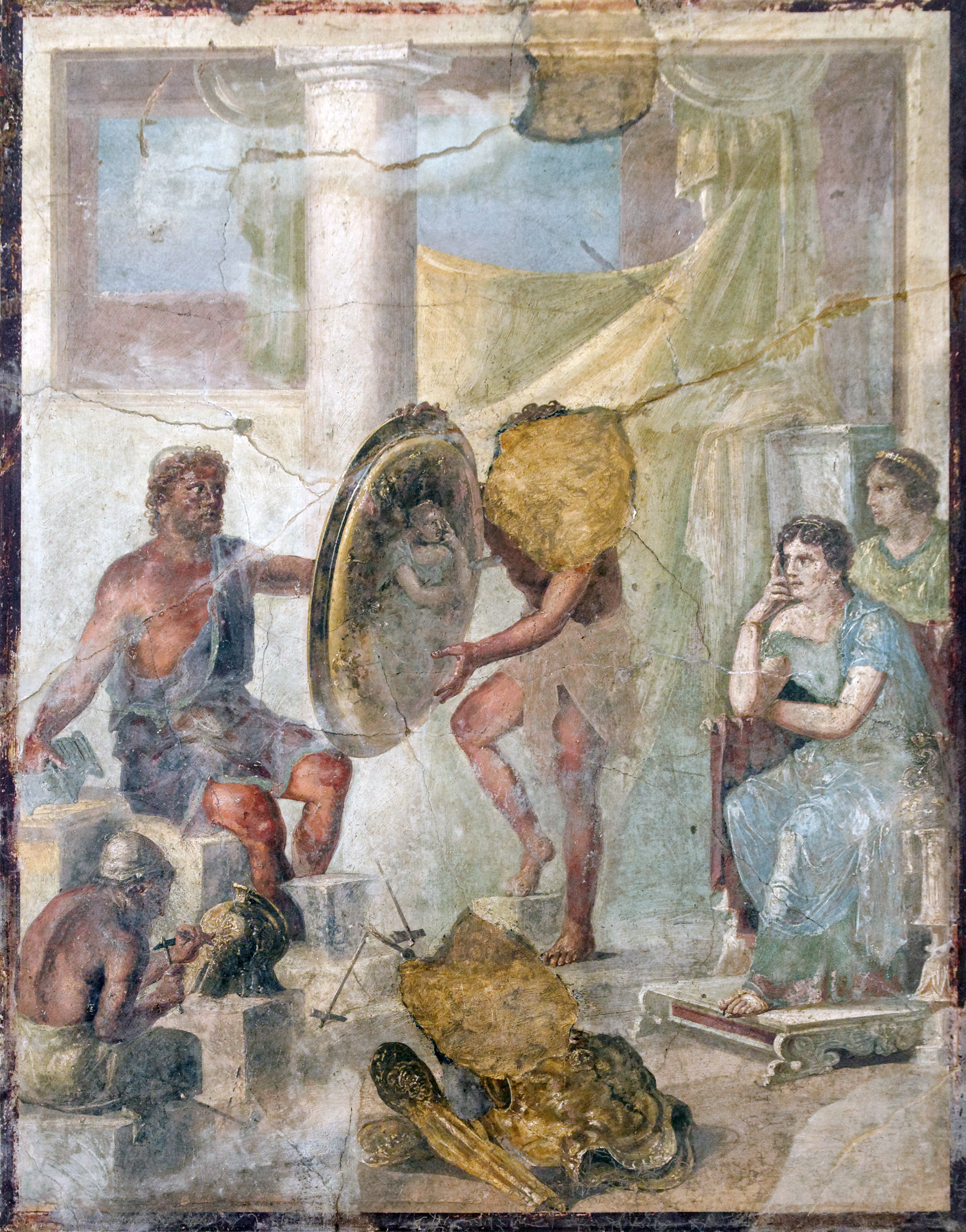
Фетида в кузнице Гефеста в ожидании получения нового оружия Ахилла. Фреска из Помпей, I век н. э.

Весть о гибели друга пробуждает в Ахилле желание мести, но поскольку его прежний доспех потерян, его мать Фетида обещает принести ему новое вооружение от бога Гефеста. До тех пор Ахиллес вынужден воздержаться от боя, но по подсказке богинь он выходит показаться сражающимся, и криком устрашает троянцев, после чего бой прерывается и тело Патрокла наконец принесено в стан. Полидамас советует Гектору вернуться в Трою, но тот не внимает. В течение ночи ахейцы оплакивают Патрокла, а Фетида посещает Гефеста, которого она воспитывала, свергнутого усилиями Геры с Олимпа за хромоту и некрасивый внешний вид, и тот изготавливает для Ахилла по её просьбе драгоценный щит, покрытый богатыми изображениями (описание этого щита занимает значительный объём и было в античности предметом подражания для поздних авторов), а также прочие доспехи.
Песнь девятнадцатая. Отречение от гнева.
Утром Фетида приносит сыну созданные Гефестом доспехи и берётся сохранять от тления и мух труп Патрокла, пока Ахиллес собирается на бой. Он на собрании объявляет о примирении с Агамемноном. Тот же передаёт ему обещанные дары и возвращает Брисеиду, принеся клятву, что не касался её. Ахилл соглашается дать войску время на принятие пищи, но сам не ест, поглощённый горем. Однако, Афина окропляет его амброзией, что придаёт ему силы для битвы. Поднимаясь на колесницу, он обращается к своим коням, и внезапно один из них отвечает, говоря, что не властны они повлиять на судьбу, как погибшего Патрокла, так и на грядущую гибель самого Ахилла, впрочем, того не пугает это предсказание.
Песнь двадцатая. Битва богов.
Под стенами Трои вспыхивает грандиозный бой, и Зевс, дабы Троя не была взята раньше времени Ахиллом, разрешает олимпийским богам участвовать в сражении на той стороне, какой они хотят. Гера, Афина, Посейдон, Гермес и Гефест выступают за ахейцев, а Арес, Аполлон, Артемида, Лета, Афродита и Ксанф — бог реки Скамандр, на которой происходит сражение, — за троянцев. Их присутствие вдохновляет обе стороны, а против Ахилла Аполлон возбуждает идти Энея. Сойдясь в поединке, однако, он не может пробить человеческим оружием божественный доспех героя. Посейдон, обеспокоенный судьбой Энея, чей род дорог Зевсу, несмотря на свою позицию в противостоянии, в опасный момент удаляет его из боя и предостерегает от новых попыток победить Ахилла. Не встречая более достойных соперников, Ахилл устраивает жестокую бойню, не имея возможности сойтись на равных с Гектором, которого оберегает Аполлон.
Песнь двадцать первая. Приречная битва.

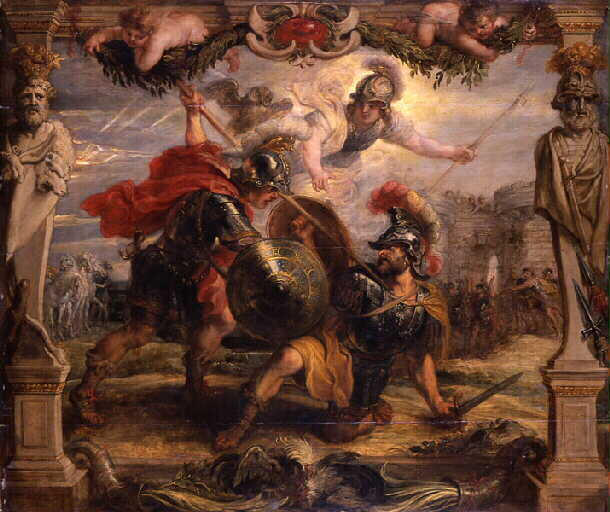
Питер Пауль Рубенс. Ахилл, побеждающий Гектора, 1630—1635 гг.

Ахилл гонит троянцев к реке Скамандру, в воде и под берегами которого они пытаются скрыться. Герой беспощадно разит любого, кто попадается под руку, бросая трупы в реку, наполняя её кровью и грозясь настигнуть всех. Ксанф, бог реки Скамандр, гневаясь за убитых людей, которым он покровительствовал, обращается к Ахиллу с требованием оставить преследование тех, кто пытается укрыться и вернуться к сражению в поле, когда же тот отказывается, обрушивает на него мощь водной стихии и гонит прочь. Ахилл чуть не гибнет в волнах реки, но к нему приходят на помощь прочие боги. Гефест по подсказке Геры насылает на Скамандр неугасимый огонь, пожирающий и саму воду, а ветры раздувают пожар, охватывающий всё поле боя. Скамандр вынужден покориться и отречься от своего покровительства троянцам. В бой вступают и другие их божественные защитники, однако боги, стоящие на стороне ахейцев вынуждают их отступить. Приам, видя какие бедствия терпят его войска, велит открыть ворота, чтобы они укрылись в город. Агенор, и защищающий его Аполлон задерживаются, чтобы отвлечь Ахилла: тот, не сумев поразить противника, устремляется в погоню за богом, принявшим его образ. Это позволило спастись многим троянцам, успевшим достигнуть городских стен.
Песнь двадцать вторая. Умерщвление Гектора.

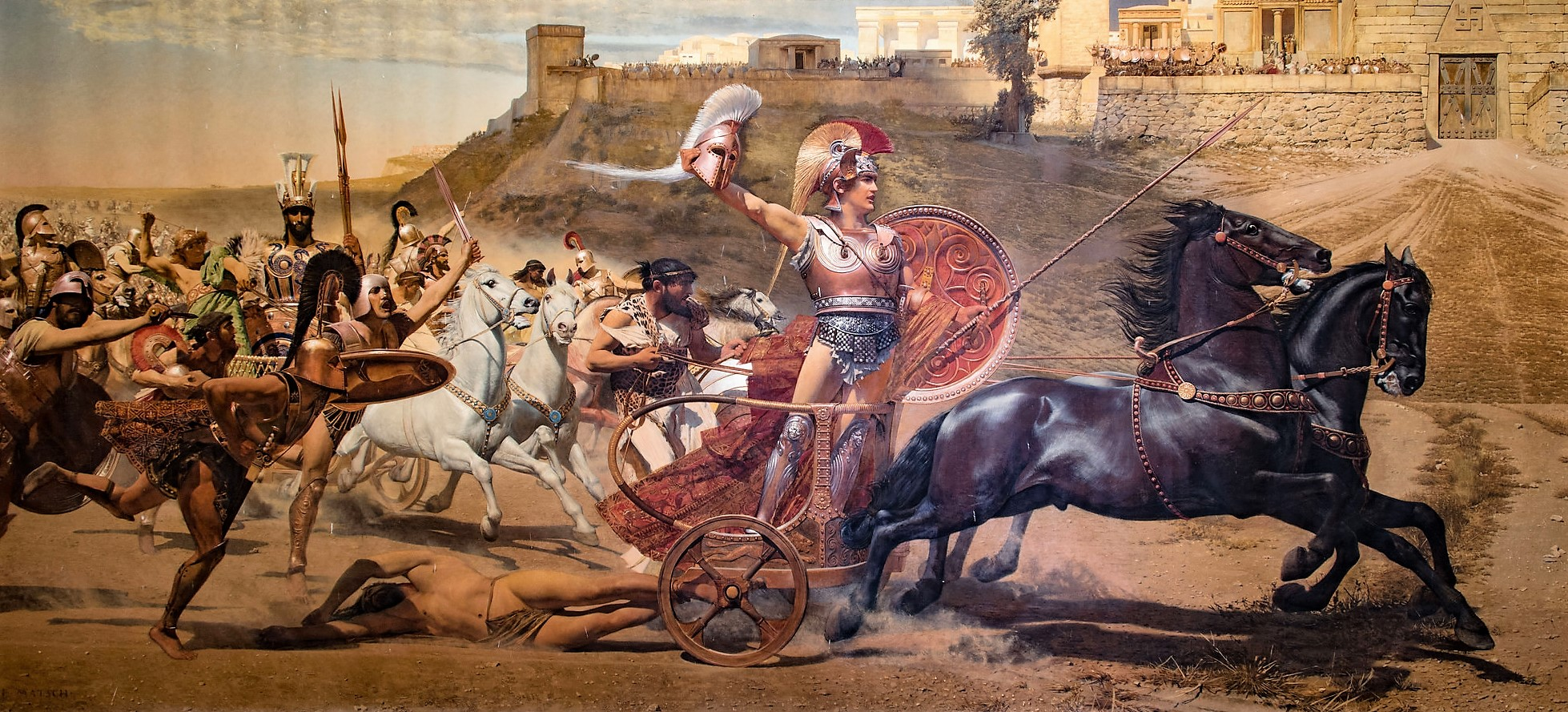
Франц фон Мач. «Триумф Ахилла», 1892 г.

Троянское войско укрылось в безопасности за стенами, за исключением Гектора. Тот, скованный роком, жаждет наконец сразиться с Ахиллом и ждёт его у ворот Трои, хотя родные на стенах умоляют его последовать за остальными в город. Однако, когда Ахилл, осознав свою ошибку, устремляется к нему, подходя всё ближе и ближе, Гектор не выдерживает и бежит от него вокруг стен, Ахилл — за ним, не давая ему приближаться к укреплениям, откуда его могли бы прикрыть лучники, но и запрещая кому-либо ещё из ахейцев вмешиваться. После трёх кругов бесплодной погони Афина останавливает Ахилла, обещая сама привести Гектора к нему, и является последнему в виде его брата Деифоба. Гектор, вдохновлённый поддержкой брата, рискующего ради него, решается на сражение. Сойдясь с Ахиллом, он предлагает поклясться, что победитель не будет осквернять тело убитого противника, но Ахилл отказывается и атакует. Оба героя метнули копья, но безуспешно, однако Ахиллу Паллада возвращает дротик, а Гектор же обнаруживает, что брат, который должен был подать ему запасное оружие — исчез. Вынужденный сражаться мечом, он подставляется под удар: Ахилл поражает его копьём в шею. При смерти Гектор ещё раз советует герою не гневать богов осквернением мёртвого тела, а в ответ на последующие угрозы предрекает Ахиллу смерть от рук Париса и Аполлона и умирает. Обнажив его труп, греки каждый по очереди поражают мёртвого копьём, после чего Ахилл продевает ему в жилы на ногах ремни и цепляет к своей колеснице, оставляя тело волочиться за ней по земле, и отправляется в лагерь. Царская чета родителей Гектора, наблюдавших за сражением, в отчаянии оплакивают произошедшее вместе с его женой Андромахой, вышедшей из дома на их крик.
Песнь двадцать третья. Погребение Патрокла. Игры.

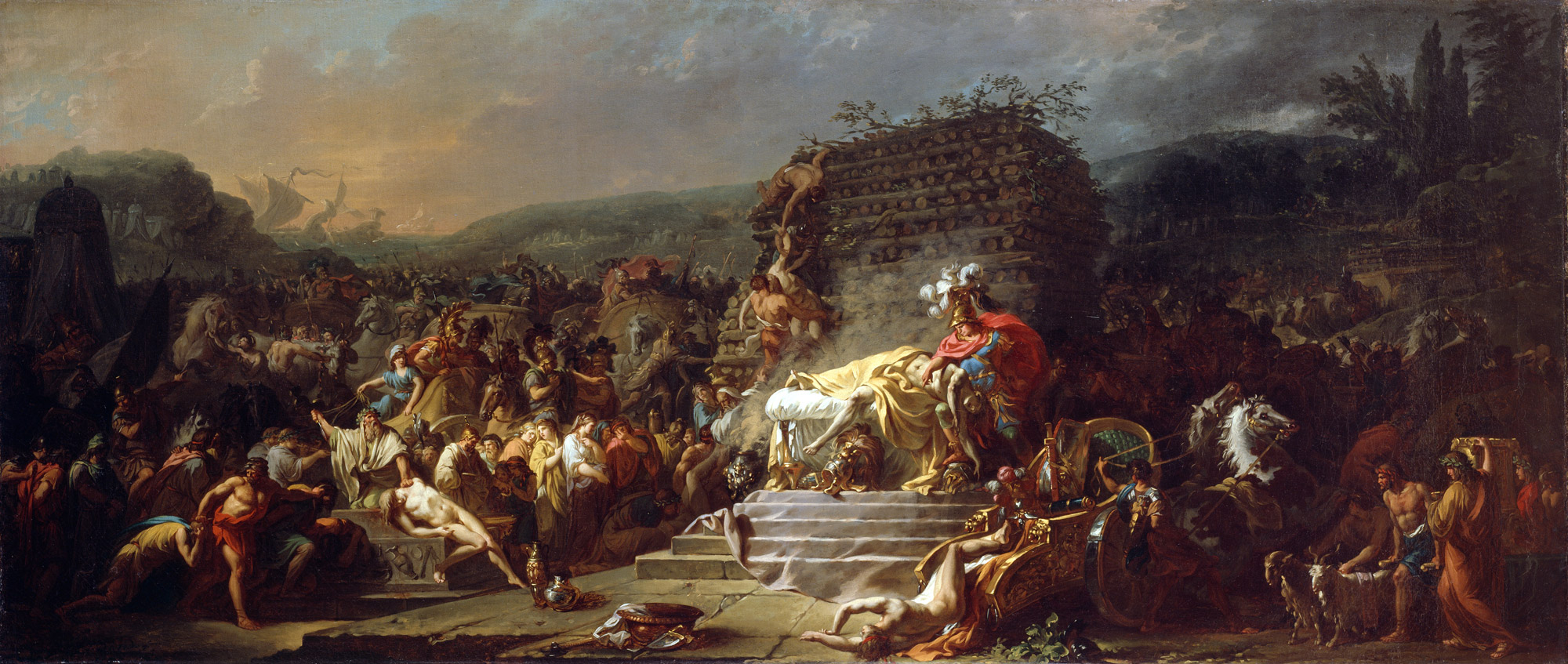
Жак Луи Давид. Погребение Патрокла. 1778 г.

Греки возвращаются из сражения с победой, и мирмидонцы с Ахиллом оплакивают Патрокла и готовят его похороны, тогда как тело Гектора брошено ими в пыли. С наступлением ночи бодрствовать остаётся один Ахиллес, и ему является призрак друга, торопя его с похоронами и завещая объединить их прах, когда рок настигнет и Ахилла. На следующий день совершается ритуал, и Ахилл приносит в жертву погибшему другу свои волосы, обещанные богу родных мест, и пленных троянских юношей — вместе с телом жертвы отправляются на погребальный костёр. Тем временем тело Гектора, оставленное псам, остаётся, однако, абсолютно нетронуто после терзания греками — его целостность и нетленность сохраняют Афродита и Аполлон. Ахилл до самого утра следит за погребальным костром, после чего приказывает его затушить, чтобы собрать останки Патрокла в урну и похоронить в небольшом временном кургане до смерти самого Ахилла. Закончив с этим, Ахилл объявляет похоронные игры — начинаются они с состязания на колесницах, для которого, как и для последующих, герой предоставляет богатые призы. В жаркой гонке Антилох даже не брезгует прибегнуть к хитрости, подрезав колесницу Менелая, но примиряется с ним на финише; оставшийся приз Ахилл дарит отцу Антилоха Нестору, который в силу возраста не может участвовать, но достоин почёта. Затем последовательно проводятся соревнования в кулачном бое, в беге, в бою с оружием и доспехами, в метании железного диска, в стрельбе из лука и в метании копья.
Песнь двадцать четвёртая. Выкуп Гектора.

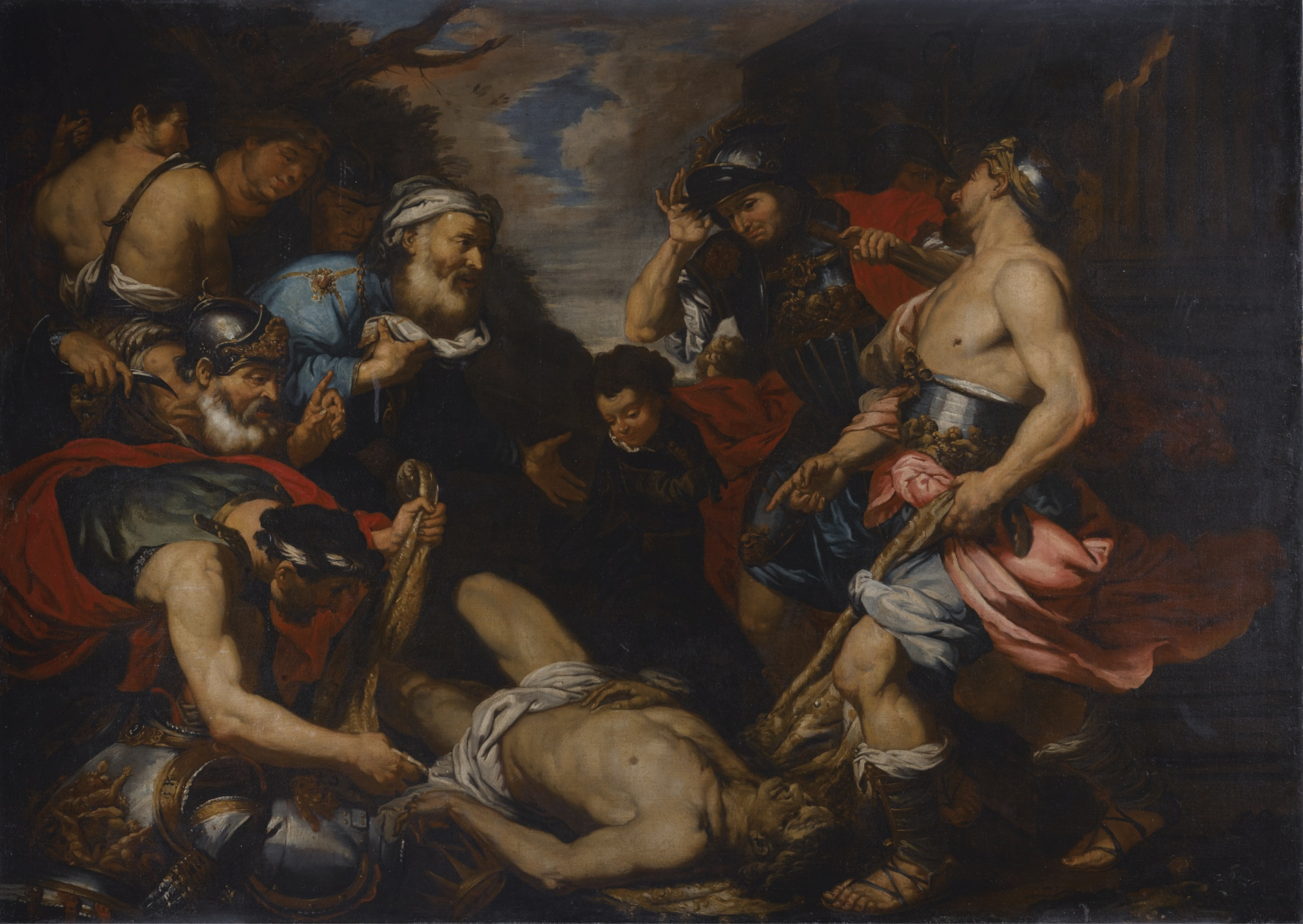
Джованни Баттиста Ланджетти. Выкуп Приамом тела Гектора. 1660—1675 гг.

В этой последней песне «Илиады» разворачивается тяжба за тело Гектора, захваченное Ахиллом. Тот даже после погребения Патрокла остаётся неутешен и терзает погибшего врага. Большинство богов выражают на совете недовольство этим, и Зевс посылает Фетиду вразумить сына, тогда как с Иридой сообщает Приаму, что тот должен вступить с Ахиллом в переговоры о выкупе, и тогда тот вернёт тело, благодаря божественному покровительству оставшееся неповреждённым. Однако, царь Трои не должен брать в сопровождение кого-либо, кроме глашатая-возницы. Несмотря на опасность, безутешный отец тотчас же собирается в путь. По дороге его охраняет Гермес, принявший облик юноши — он выдаёт себя за мирмидонца, соратника Ахилла и, согласившись указать дорогу, сам правит колесницей Приама, погружая в сон встречных ахейских стражей и открывая все ворота, а достигнув стана Ахилла, удаляется. Приам, войдя к Пелиду, падает к нему в ноги и, нарочито унижаясь, умоляет отдать тело Гектора. Ахилл, растрогавшись мольбой и помня наставление матери, принимает выкуп, распоряжается выдать тело. Предоставив Приаму своё гостеприимство, Ахилл обещает на 11 дней отложить брань, чтобы Гектор был погребён должным образом. Ночью бог Гермес помогает царю Трои с сыном также незаметно покинуть вражеский лагерь, и те возвращаются в город. Народ и родные встречают тело Гектора плачем. Песнь заканчивается кратким описанием погребальных обрядов над защитником Трои.

## Персонажи Илиады

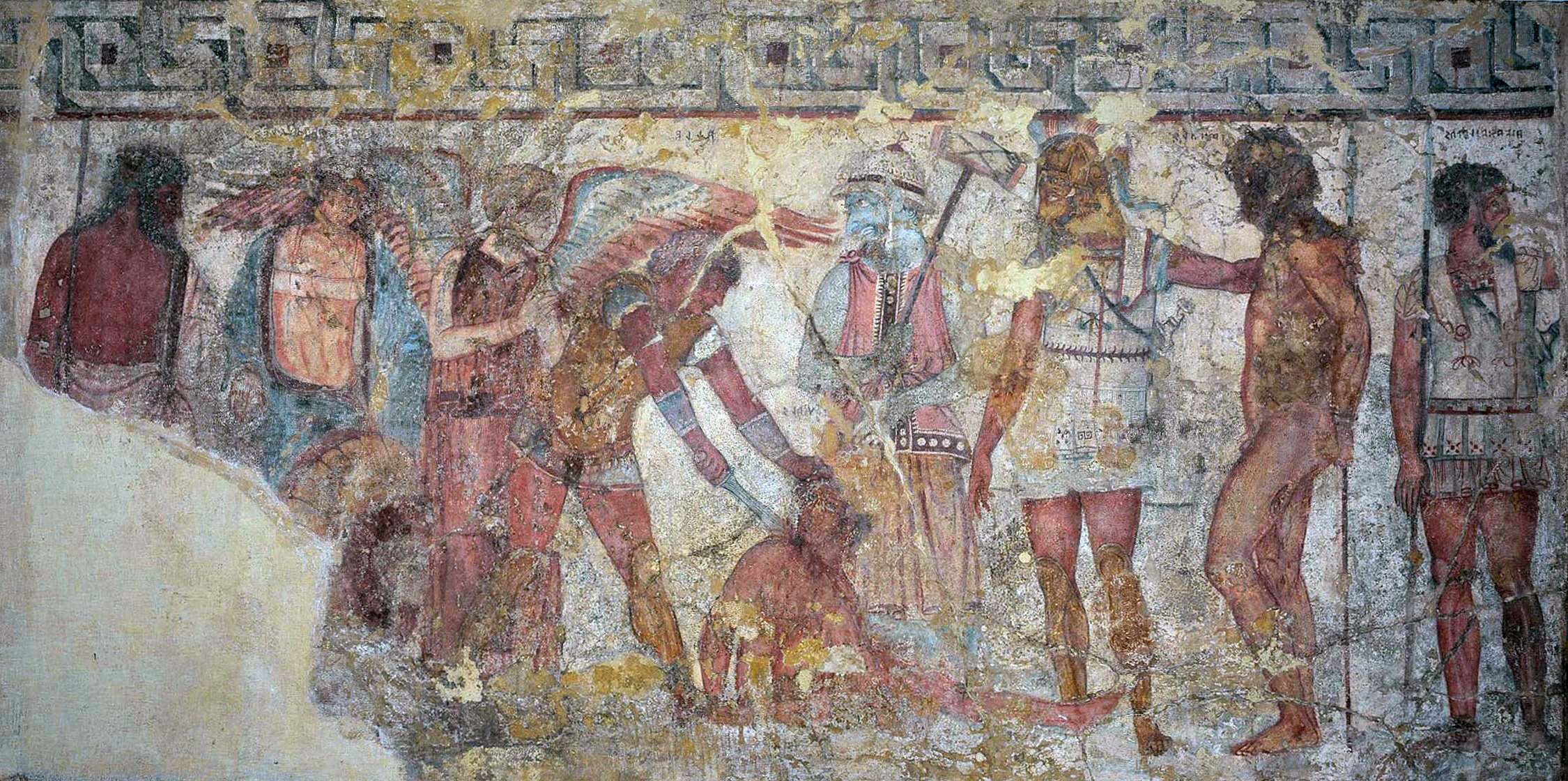
Фреска из этрусской гробницы с жертвоприношением троянских пленников. Слева направо: Агамемнон, призрак Патрокла, Вант, Ахилл, обезглавливающий пленника, Хару, Аякс Великий, пленник, Аякс Малый. 350—330 годы до н. э.

### Люди
Песнь вторая «Илиады» содержит список кораблей греков, где указываются имена многих греков, принявших участие в войне, а также указываются местности, откуда они родом. Там же даётся и список троянцев, но он сильно уступает в размерах перечню греков, в нём указаны лишь некоторые троянские герои.

#### Ахейцы

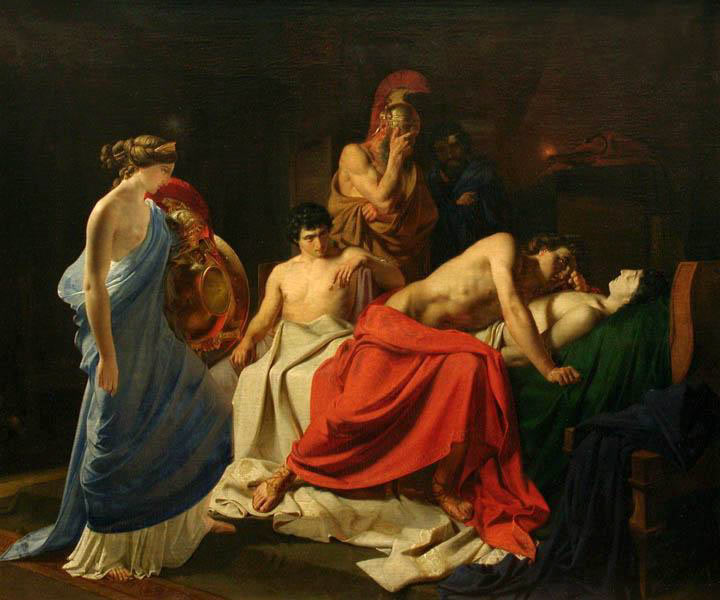
Ге Н. Н. «Ахиллес, оплакивающий Патрокла», 1855 г.

Ахейцы (Ἀχαιοί), также данайцы (Δαναοί) и аргивяне (Ἀργεĩοι), также один раз названы эллинами — коллективное название греков у Гомера.
- Агамемнон (также по отцу Атрид, Атрейон) — царь Микен, предводитель ахейцев, брат Менелая. Вероятно, имел исторического прототипа.
- Ахилл (также по отцу Пелид, Пелейон) — предводитель мирмидонян, сын нимфы Фетиды и Пелея.
- Одиссей (также по отцу Лаэртид) — царь Итаки, главный герой поэмы «Одиссея».
- Аякс Великий (также по отцу Теламонид)— царь Саламина, один из сильнейших ахейских героев.
- Менелай (также по отцу Атрид) — царь Спарты, муж похищенной троянским царевичем Парисом Елены и брат Агамемнона.
- Диомед (также по отцу Тидид) — царь Аргоса, один из сильнейших ахейских героев.
- Аякс Малый (также по отцу Оилид) — царь Локриды, частый союзник Аякса Великого, один из сильнейших ахейских героев.
- Патрокл (также по отцу Менетид) — старший товарищ Ахилла и его ближайший друг, воспитывавшийся с ним в одном доме.
- Нестор (по отцу также Нелид) — царь Пилоса; будучи глубоким старцем, не только и не столько отличается в сражениях, сколько служит надёжным советчиком ахейским царям. Его сын Антилох также участвует в событиях Илиады и Троянской войны.
- Калхас (по отцу Фесторид) — прорицатель, внук Аполлона. Его предсказания играли важную роль на протяжении всей Троянской войны.
- Терсит — уродливый, наглый и трусливый воин. В Илиаде никак не комментируется его происхождение, по этой причине иногда он может считаться простолюдином, тогда как по другим источникам происходит из рода Этолийских царей, как и другой персонаж — Диомед.
- Идоменей (по отцу Девкалид) — критский царь, в Троянской войне предводитель коринфян. Присоединился к походу, будучи уже пожилым человеком, но участвовал в битвах наравне с остальными.
- Махаон — врач, сын Асклепия, вместе с братом Подалирием предводил жителями Западной Фессалии.
- Стентор — греческий воин, глашатай. В тексте Илиады его облик принимает богиня Гера.
- Автомедон — возничий Ахилла.

#### Троянцы
- Мужчины
  - Гектор (также по отцу Приамид) — сын царя Приама, предводитель троянского войска. Муж Андромахи, брат Париса и др.
  - Кебрион — возница Гектора. Убит Патроклом.
  - Парис (также Александр, также по отцу Приамид) — сын царя Трои Приама. Причастен к началу войны как похититель Елены, жены Менелая, которую ему пообщала богиня Афродита в обмен на яблоко раздора. Хороший лучник.
  - Приам (по имени основателя рода Дарданид) — царь Трои, в силу пожилого возраста перепоручил руководство войсками своему сыну Гектору.
  - Гелен — сын царя Приама, прорицатель, дающий советы Гектору.
  - Деифоб — сын Приама, брат Гектора и Париса, один из троянских воинов.
  - Полидамас (Полидамант) — троянский воин, советчик Гектора. Но тот следует не всем его советам, в ряде случаев эти персонажи противопоставляются друг другу.
  - Антенор — советник царя Приама, который предлагал вернуть Елену и закончить войну. Его сыновья — например, Ифидамас (Ифидамант), Коон (оба убиты Агамемноном) и Агенор — также участвуют в войне.
  - Агенор — троянский воин, сын Антенора, с помощью Аполлона сумел отвлечь Ахилла, чтобы остальные успели скрыться в городе (Песнь XXI).
  - Сарпедон — предводитель союзных Трое ликийцев вместе с другом Главком. Сын Зевса. Убит Патроклом.
  - Главк — предводитель союзных Трое ликийцев вместе с другом Сарпедоном.
  - Эней (также по отцу Анхизид) — предводитель дарадан, сын Анхиса, потомка боковой линии царского рода Трои, и богини Афродиты.
  - Алкафой — муж сестры Энея, убит Идоменеем.
  - Долон — один из троянских воинов, вызвавшийся в качестве разведчика. Убит Диомедом (Песнь X).
  - Евфорб (Эвфорб) — один из троянских воинов. Первым нанёс рану Патроклу, оглушённому Аполлоном.
  - Полидор — сын Приама и Лаофои.
  - Пандар — один из руководителей троянского войска, великий стрелок из лука. Погибает от руки Диомеда.
  - Азий (по отцу также Гиртакид) — один из руководителей троянского войска. Убит Идоменеем.
- Женщины
  - Гекуба (Ἑκάβη) — царица Трои. Жена Приама, мать Гектора, Париса, Гелена, Деифоба и других.
  - Елена (Ἑλένη) — дочь Зевса, спартанская царевна, ставшая женой Менелая. Прекраснейшая из смертных женщин, была обещана богиней Афродитой в жёны Парису в обмен на яблоко раздора. По наущению богини, Парис похитил её у Менелая, что послужило поводом для Троянской войны. После смерти Париса стала женой его брата Деифоба.
  - Андромаха — жена Гектора, мать его сына-младенца Астианакта. Родом из Фив Плакийских. Большая часть её семьи — родители и братья — погибли при разграблении этого города греками.
  - Хрисеида — дочь жреца Аполлона Хриса, царя города Хрисы. Была захвачена греками при взятии Фив Плакийских и отдана в наложницы царю Агамемнону. Однако ему пришлось отказаться от неё, чтобы смягчить Аполлона, наславшего на греческое войско мор.
  - Брисеида — женщина, захваченная греками при разграблении Лирнесса. Её муж, отец и братья были убиты в этом сражении. Брисеида досталась Ахиллу в качестве трофея, но стала предметом спора между ним и Агамемноном, который захотел забрать её себе вместо Хрисеиды.

### Боги
В «Илиаде» обиталищем большинства богов является гора Олимп, на которой восседает царь богов Зевс, младший сын Кроноса. Его чтут как ахейцы, так и троянцы. Он возвышается над противоборствующими сторонами. В повествование вовлечены многие олимпийские и другие боги, одни помогают ахейцам, другие троянцам, третьи сохраняют нейтральность. Многие из событий, описанных в «Илиаде», вызываются, направляются богами, боги также часто влияют на ход событий, выступая на стороне одной из противоборствующих сторон.
- Олимпийцы:
  - Зевс (по отцу также Кронион, Кронид) — громовержец, верховный бог Олимпа. По сюжету поэмы, после обещания отомстить за Ахилла способствует удачам троянцев; в целом, царская династия Трои возводится к одному из его побочных сыновей — Дардану, так что Зевс заинтересован в её сохранении, однако по словам Посейдона, ветвь рода Приама ему ненавистна, в отличие от ветви Анхиза и Энея.
  - Гера — богиня-покровительница брака, сестра и супруга Зевса, известная своим строптивым нравом. Одна из трёх богинь, претендовавших на яблоко раздора. Поскольку Парис, который должен был рассудить богинь, отдал предпочтение Афродите, пообещавшей ему Елену, в войне, последовавшей за её похищением, Гера занимает позицию против троянцев и активно помогает ахейцам, в том числе вопреки воле мужа.
  - Афина — богиня мудрости и справедливой войны, воительница, дочь Зевса, но не Геры. Вторая из богинь, участвовавших в суде Париса, которой он также пренебрёг. Тоже занимает в противостоянии сторону ахейцев и активно участвует в боевых столкновениях, покровительствуя героям.
  - Афродита — богиня любви и красоты, по Илиаде — дочь Зевса и Дионы. Парис присудил ей яблоко раздора как прекраснейшей из богинь, в обмен на руку Елены Прекрасной. Афродита помогла Парису похитить Елену и продолжает покровительствовать ему в частности и троянцам вообще.
  - Посейдон — бог моря, «земли колебатель». Брат Зевса и Геры. В противостоянии участвует на стороне ахейцев, в том числе прямо нарушая указания верховного бога Зевса.
  - Гефест — бог огня и кузнечного дела, сын Зевса и Геры. Помогает ахейцам.
  - Арес — бог войны в её ужасной ипостаси. Сын Зевса и Геры, однако Зевс открыто выражает презрение к нему. Будучи любовником Афродиты, Арес участвует в войне на стороне троянцев, также выступает антагонистом по отношению к Афине — богине справедливой войны.
  - Аполлон — бог искусств, медицины и болезней, сын Зевса и Лето. Помогает троянцам.
  - Артемида — богиня охоты, дочь Зевса и Лето, сестра-близнец Аполлона. Помогает троянцам.
  - Гермес — вестник богов Олимпа. Как правило лишь исполняет непосредственно приказы самого Зевса, но во время битвы богов (песнь 20) выступает на стороне ахейцев.
- Остальные:
  - Эрида — богиня раздора. Появляется на поле боя лишь однажды, во время битвы богов, разжигая противоборствующие стороны всё больше и больше. Именно она подкинула богиням яблоко с надписью «прекраснейшей», таким образом, рассорив их.
  - Ирида — вестница богов Олимпа. Главным образом, выполняет непосредственно приказы и поручения Зевса, сама в противоборстве не участвуя.
  - Фетида — дочь морского вещего старца Нерея, мать Ахилла. Покровительствует и помогает своему сыну, но непосредственно в столкновениях не участвует.
  - Лето — мать Аполлона и Артемиды. Во время битвы богов вместе со своими детьми выступает на стороне троянцев.
  - Скамандр — местный бог одноимённой реки, также называвшейся Ксанф и протекавшей поблизости от Трои. Ряд сражений поэмы происходит непосредственно рядом с ней. Скамандр участвовал в битве богов на стороне троянцев.
  - Фобос и Деймос — олицетворение страха и ужаса, соответственно. Братья-близнецы, сыновья Ареса и Афродиты. В битвах сопровождают отца.
  - Гипнос — бог сна. В противоборстве не участвует, но соглашается помочь Гере одурманить Зевса на время, чтобы оказать помощь ахейцам в тяжёлый момент.
  - Онир, Сон — божество, выполняющее поручение Зевса и насылающее Агамемнону ложный вещий сон.

## Художественные особенности
Важнейшей особенностью текста Илиады являются многочисленные повторения — постоянных эпитетов, оборотов, речей героев и даже целых строк, описывающих частые ситуации (гибель какого-либо воина, наступление утра), что является характерным признаком устной поэтической традиции. В то же время, эпические сравнения в поэме имеют нехарактерно сложную форму, представляя собой подробные отдельные бытовые зарисовки или описания природы, иногда по объёму даже довлеющие над содержательным повествованием.
Общая композиция поэмы также отличается сложностью. Из 50 дней, охваченных поэмой, первые 21 относятся к завязке (9 дней мора и ещё 12 дней до обращения Фетиды к Зевсу), а последние 21 — к развязке (Приам отправляется за телом сына на 12 день после его гибели, и ещё 9 дней отводится на его погребение). Симметрия наблюдается и в других мотивах: в ночь с 25 на 26 день приходится посольство к Ахиллу (песнь девятая), во многих случаях прослеживается удвоение мотивов (единоборство Париса с Менелаем и Ахилла с Гектором, сопровождаемые смотром со стены, свидания Ахилла с Фетидой, поединки Гектора, вмешательство Геры и пр.).
Характерным приёмом повествования является также двойная мотивировка действий героев поэмы: даже тогда, когда внутренних эмоций персонажа может быть достаточно для совершения действия (сочувствие Ахилла Приаму, решение последнего с риском для жизни отправиться за телом сына), эти самые действия дополнительно поддерживаются прямыми указаниями и советами различных богов (Фетиды, Ириды — по велению Зевса).
Основной язык Илиады — ионический диалект, но в нём также встречаются эолизмы — элементы наиболее архаичного варианта древнегреческого, а также искусственно созданные в угоду поэтическому размеру формы.

## Исследования
Поэма датируется архаическим периодом известной истории античности. Большинство исследователей датируют её восьмым веком до н. э., некоторые — седьмым. Геродот утверждал, что Гомер жил за 400 лет до его времени, что соответствует 850-м годам до н. э.
Поэма описывает события, происходившие во время Катастрофы бронзового века, начала XII века до н. э. Таким образом, Гомера отделяет от описываемых событий порядка 400 лет — греческие Тёмные века. Серьёзные дебаты ведутся исследователями по поводу того, насколько правдиво описаны в поэме реальные традиции микенской цивилизации. В перечне кораблей есть свидетельства того, что «Илиада» описывает не географию Греции железного века времён Гомера, а ту, которая существовала до дорийского вторжения.
Долгое время исследователи спорили о том, описывает ли поэма реальные события или Троянская война была лишь вымыслом. Раскопки Шлимана в Трое обнаружили культуру, соответствующую описаниям в «Илиаде» и относящуюся к концу II тысячелетия до н. э. Недавно дешифрованные хеттские надписи также свидетельствуют о наличии могущественной ахейской державы в XIII веке до н. э. и даже содержат ряд имён, до сих пор известных лишь из греческой поэмы.
Взаимоотношения между Ахиллом и Патроклом являются важной составляющей «Илиады». Между героями существует глубокая серьёзная дружба. Ахилл внимателен к Патроклу, будучи чёрствым и полным презрения к остальным. Одни античные исследователи считали их дружбу гомоэротической, тогда как другие считали её платоническим союзом воинов.
По некоторой трактовке, в образах Гектора и Ахилла отражена борьба разумного и импульсивного начал.
Исследователи отмечают насыщенность повествования насилием и жестокостью. Так, по мнению Стивена Пинкера, «вместо того чтобы воспринимать насилие как человеческую проблему, решать которую надлежит людям, [древние греки] сочинили фантазии о вспыльчивых богах и списали свою жестокость на их вспыльчивость».

## Литературная судьба «Илиады»

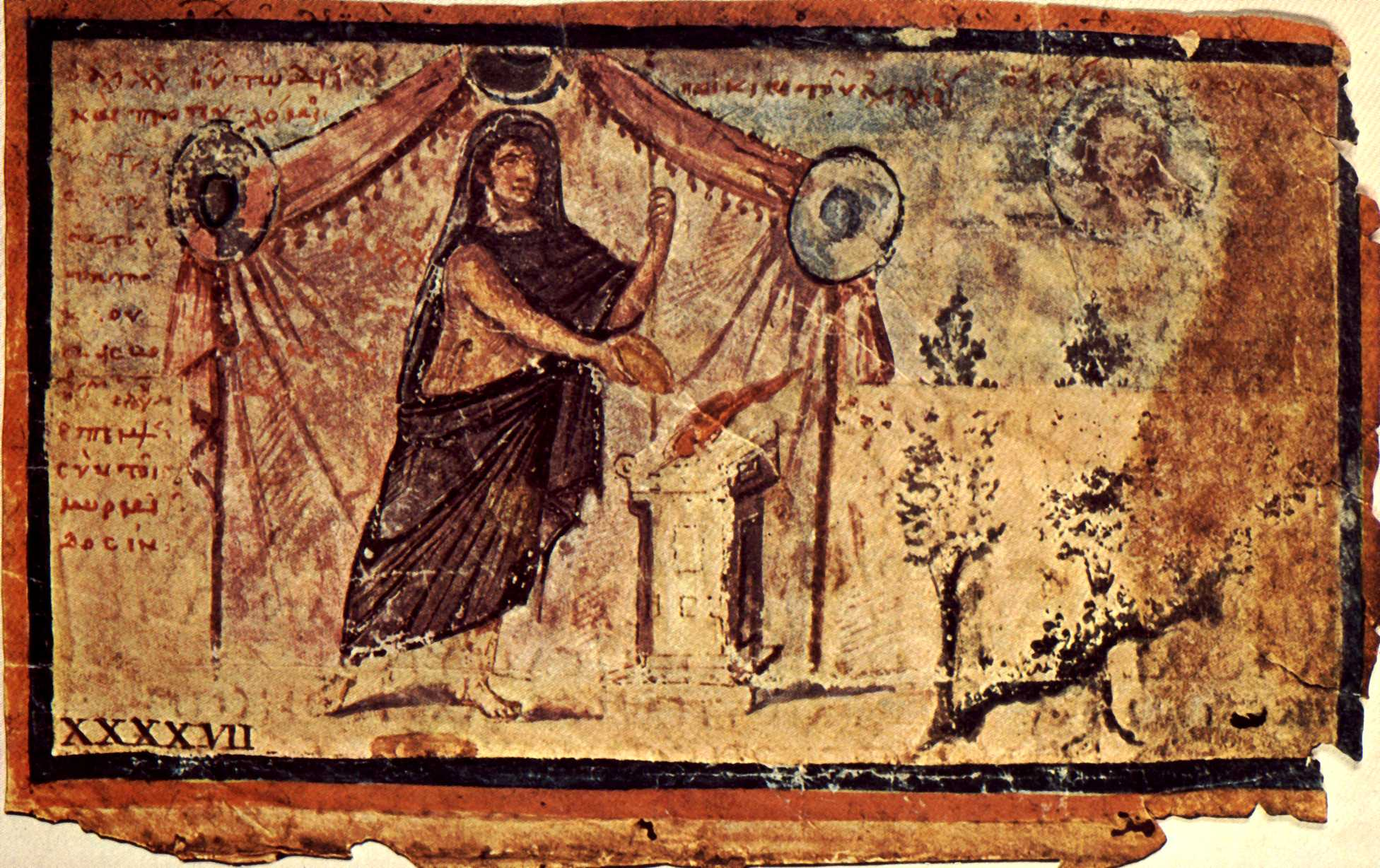
Ахилл, молящийся Зевсу о душе Патрокла. Миниатюра Амброзианской рукописи «Илиады» V в. н. э.

В Амброзианской библиотеке в Милане хранится иллюминированная рукопись Илиады конца V — начала VI века из Византии, которую называют «Амброзианская Илиада».
Самым старым манускриптом, содержащим полный текст Илиады на древнегреческом языке, является Venetus A из Библиотеки святого Марка, написанный в X веке. В этом же манускрипте содержатся схолии к Илиаде. В них содержатся фрагменты из сочинений четырёх античных грамматиков Дидима, Аристоника, Геродиана и Никанора, а также объяснения смысла слов и другие пояснения к тексту.
Первое печатное издание осуществлено в 1488 году Дмитрием Халкокондилом во Флоренции.

### «Илиада» в России

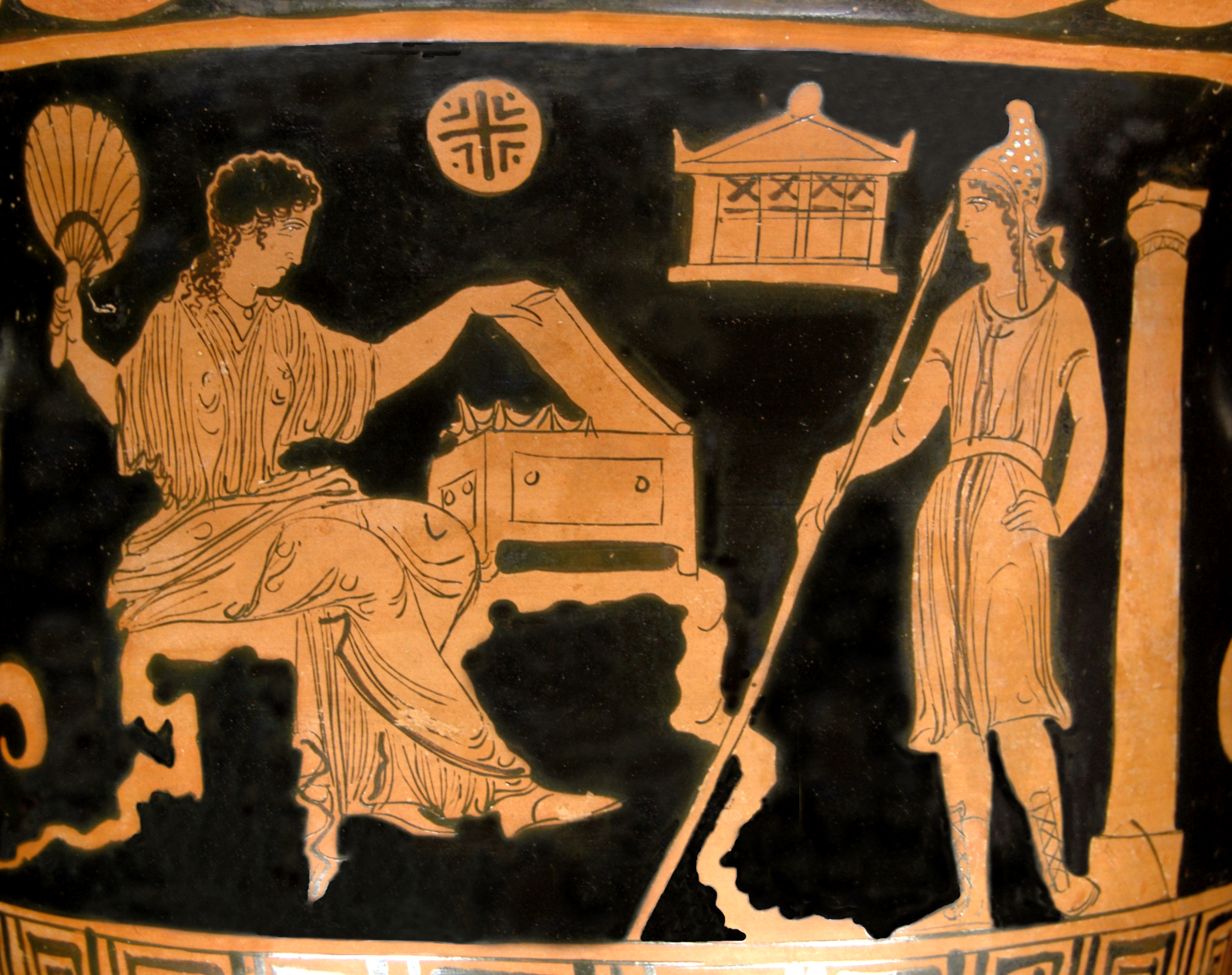
Елена и Парис

Первый перевод «Илиады» на русский был сделан К. А. Кондратовичем в 1758—1759 гг., прозой, с латыни, с издания Иоанна Спондана. Перевод так и не издан, хотя сохранился.
В печати впервые переводы фрагментов из «Илиады» Гомера на русский язык появились в том числе из-под пера М. В. Ломоносова.
В 1770—80 годы появляются в печати переводы с оригинала: П. Е. Екимов осуществил прозаический перевод (1776, 1778), а Е. И. Костров — александрийским стихом (п. I—VI, 1787; п. VII—IX, «Вестник Европы», 1811).
В 1820-х годах И. И. Мартынов сделал новый прозаический перевод обеих поэм Гомера, а в 1826 году И. Я. Кронеберг опубликовал разбор всех песен «Илиады».
Начавший переводить «Илиаду» александрийским стихом Н. И. Гнедич затем отказался от этого замысла и перевёл всю поэму гекзаметром (1829). Перевод был горячо приветствуем лучшими писателями, в особенности Пушкиным. Впоследствии В. Г. Белинский писал, что «постигнуть дух, божественную простоту и пластическую красоту древних греков было суждено на Руси пока только одному Гнедичу». «Илиада» в переводе Гнедича, изобилующем архаизмами, в точности передаёт ощущение подлинника по силе и яркой образности языка и считается классическим русским переводом.
Существует также перевод Минского (М., 1896), впоследствии неоднократно подвергавшийся критике. В частности, В. В. Вересаев писал, что этот перевод «чрезвычайно сер и совершенно не передаёт духа подлинника. Минскому более или менее удаются ещё чисто описательные места, но где у Гомера огненный пафос или мягкая лирика, там Минский вял и прозаичен».
В XX веке перевод «Илиады» выполнили В. В. Вересаев (М.—Л., 1949) и П. А. Шуйский (полностью издан в 2017 году, пока из него оцифрована только Песнь I).
В 2008 году опубликована «Новая Илиада» Петра Прихожана — рифмованное переложение, сделанное по имеющимся русским переводам.
В 2017 году новый стихотворный перевод выполнен поэтом Аркадием Казанским. В его версии сохранён порядок и количество стихотворных строк в каждой из 24 песен, устранены из текста архаизмы и длинные многосложные эпитеты, ритмический строй поэмы представлен пятистопным анапестом (трёхсложником, с ударением на третьем слоге) с постоянным чередованием женских и мужских окончаний. Перед каждой песней даётся краткое изложением прозой, а в конце и начале поэмы расположены справки по номинативному ряду имён и названий поэмы с краткими пояснениями каждого из них.
В 2019 году издан перевод Кострова, дополненный переводом недостающих песен, созданным А. И. Любжиным и стилизованным под XVIII — начало XIX века.

## Переводы
- Омировых творений часть 1, содержащая в себе двенадцать песен Илиады. Перевёл с греческого коллежский секретарь Пётр Екимов. — СПб., 1776. — 406 с.
- Омировой Илиады часть 2, содержащая в себе последние двенадцать песен / [Пер. П. Е. Екимова]. — СПб., 1778. — 433 с.
- Гомерова Илиада, переведённая Ермилом Костровым. — СПб.: тип. Шнора, 1787(?).
- Илиада / Пер. прозой и примеч. И. Мартынова. — В 4 ч. — СПб., 1823—1825. (параллельный текст на греч. и рус. яз.)
- Илиада Гомера, переведённая Николаем Гнедичем… — СПб., 1829. (неоднократно переиздавался)
- Илиада Гомера / Пер. Н. И. Гнедича, редижированный С. И. Пономарёвым. — 2-е изд. — СПб.: А. С. Суворин, 1892. — LXXXVI, 440 с.
- Илиада Гомера / Пер. Н. М. Минского. — М., 1896. 416 с.
- Гомер. Илиада / Пер. В. Вересаева. — М.—Л.: Гослитиздат, 1949. — 551 с. — 10 000 экз.
- Гомер в переводе П. А. Шуйского / [Подготовка текстов и общая редакция И. А. Летовой]. — Екатеринбург: Издательство Уральского университета, 2017. — 774 с. — 1500 экз. — ISBN 978-5-7996-1959-6.
- Илиада. Новый стихотворный перевод Аркадия Казанского / Пер. А. Казанский. — Екатеринбург: Издательские решения, 2017. — 514 с. — ISBN 978-5-4485-2331-1.
- Гомер. Гомерова Илиада / Пер. Е. И. Кострова и А. И. Любжина. — М.: Р. Валент, 2019. — 536 с., илл. — 200 экз. — ISBN 978-5-93439-566-8.